# 貴乃花光司
貴乃花 光司（たかのはな こうじ、1972年〈昭和47年〉8月12日 - ）は、東京都中野区出身の二子山部屋（入門時は藤島部屋）に所属した元大相撲力士。第65代横綱。
本名は花田 光司（はなだ こうじ）。愛称は「貴」、「コウジ」。相撲協会退職後は本名や元 貴乃花親方・貴乃花氏・貴乃花さんと表記されることが多い。
引退のとき現役時代の功績に対して一代年寄貴乃花が認められ、貴乃花部屋の師匠を務めた。日本相撲協会では2010年に理事に当選以来、相撲教習所所長、審判部長、地方場所部長（大阪）、総合企画部長、巡業部長を歴任したが、2018年10月に退職した。
現在は相撲の普及活動を目的とする一般社団法人貴乃花道場の理事を務めており、「貴乃花光司」としてのタレント・絵本作家の活動は、2023年9月より新たに貴乃花事務所（個人事務所）として新体制を取っている。

## 人物
1972年（昭和47年）、東京都杉並区阿佐ヶ谷に生まれ同中野区で育つ。現役時代、取組前の場内アナウンスでは中野区を出身地としていた。
父は貴ノ花利彰（11代二子山）、母は藤田紀子、兄は花田虎上（三代目若乃花）で、初代若乃花（10代二子山）は伯父（父の兄）。二代目若乃花（18代間垣）はかつて義理のいとこ（伯父の娘婿）だった。
2018年に離婚した元妻の河野景子との間に1男2女があり、長男は花田優一、次女は白河れい（本名：花田晃帆）。
血液型はO型。元々は右利きだったが、長年の相撲の影響で右手に痺れが残ってしまい、今は左手で箸やペンを持つようになっている。
現在は大型自動二輪免許を取得し、ハーレーダビッドソンに乗っていることを明かしている。
好きなアーティストは倉木麻衣。

## 経歴

### 少年相撲から中学相撲
当人や周囲の回想によれば、相撲に身を入れ始めたのは1981年の父の現役引退が契機だったという。
「自分が将来、相撲の世界に入って、父が果たせなかった夢を実現させるんだ」という思いで稽古に打ち込み、1982年、わんぱく相撲の全国大会で優勝、わんぱく横綱（小学4年生）となった。わんぱく横綱としての土俵入りを入れれば、蔵前国技館と新両国国技館の両方で横綱土俵入りを行ったひとりであるということになる。
父からは「笑って相撲をやってはだめ」とわんぱく相撲時代から勝負師としての心構えを教え込まれた。
父を慕って部屋によく遊びにきていた鎌苅忠茂少年（後の貴闘力）には兄の勝ともどもかわいがられ、部屋の稽古場で相撲を取ることもあったという。
明大中野中に進学し、同相撲部で武井美男監督から廻しの切り方などの技術面の指導を受けた。このことが、のちの躍進に大きく寄与したとされている。一方、元々教員志望であったが、中学時代に相撲で結果を残せなかったことから学校にも先生にも顔向けできないと、危機感を胸に角界入りを目指すこととなった。

### 大相撲入門
1988年、15歳で入門。当初父親は実子を弟子にすることを嫌がり他の部屋へ預けることとしたが、紆余曲折の上、結局藤島部屋に所属することとなった。父からは親子として絶縁を迫られたが、角界入りできるのならと光司は躊躇わなかった。
入門当時からその優れた素質が話題となっており、新弟子検査時には「これは新弟子の体じゃない、今すぐ幕下でも通用する」と、新弟子検査担当の親方が驚嘆するほど体作りの基礎ができていたという。四股名貴花田として初土俵を踏み、前評判に違わぬ相撲で数々の最年少記録を打ち立てた。
親方の息子であることからやっかむ者もあり、部屋の番付上位の力士が下位の力士に指示を出して昼寝を妨害することもあったが、トイレにダンベルを持ち込んで黙々と自らを鍛えた。母の藤田紀子は「それに打ち勝つことが稽古より大変なんです」と話している。
1989年11月場所、17歳2か月で新十両に昇進。出世に髪の伸びる早さが追いつかなかったため大銀杏が結えず、ちょんまげ姿で土俵に上がった。名大関貴ノ花の息子として兄とともに入門したことは、マスメディアを通じて国民に広く報じられ、入幕前から相撲ファンの枠を超えた注目を集めていた。

### 入幕
1990年5月場所、17歳8か月で新入幕。場所直前に足の親指の靭帯を切る負傷をしたため4勝11敗と大きく負け越し十両に落ちたが、11月場所で幕内に復帰した。その後二場所は小幅の勝ち越し、負け越しが続きやや勢いが減速したものの、東前頭13枚目に下がった1991年3月場所では27年ぶりとなる平幕での初日から11連勝を記録。その後小錦、旭富士らに敗れ、幕内優勝はならずも12勝3敗の好成績を挙げ、敢闘賞、技能賞をダブル受賞した。
西前頭筆頭まで番付を上げた1991年5月場所、かつて父とも対戦した千代の富士といきなり初日に取組が組まれた。伯父の二子山理事長は「何回、"残った、残った"の声が聞かれるか楽しみだ」と甥の貴花田が横綱にどれだけ相撲を取らせてもらえるかに注目していたが、結果は貴花田の完勝で大相撲史上最年少（18歳9か月）の金星を獲得。千代の富士は同場所の3日目、貴闘力にとったりで敗れた取組を最後に現役引退。結果的に同場所初日の貴花田が千代の富士を下したのを機に引導を渡したことで、次代の第一人者候補としての評価を固めていく。7月場所は小結、9月場所は関脇に昇進した。
弟にわずかに遅れて入幕した兄若花田とともに活躍した頃に起こった平成初期の大相撲ブームは「若貴フィーバー」と呼ばれた。ブームの頃には若貴兄弟が女性誌の表紙を飾り、女性週刊誌や写真週刊誌には毎号のように記事が掲載され、スポーツ新聞も相撲専門の新聞のようになり、コンビニに相撲専門誌が置かれているほどであった。当時としては「美男」という評価もあった。世話人の友鵬は当時について「出待ちの女性ファンが若貴に群がり場所入りする力士がもみくちゃになることもあったため、柵を作ってファンの接近を制限することもあった。今（2017年時点）のファンは整然として行儀が良い」という内容の証言をしている。
一日20番の申し合いをこなし、下ろしたばかりのまわしがその当日の稽古が終わるころには汗が染み込むなどの猛稽古ぶり、勝負に負けて土俵に落ちる際には顔から落ちるなどの勝負師ぶりを見せ、その後も順調に成長していった。稽古熱心さに関しては井筒部屋の元幕下・神光で実業家の村上光昭が「土俵に足を入れたら五時間、体を休めていることは一度もなかった」と2017年の座談会で明かしている。
平幕に下がった1992年1月場所は14勝1敗で19歳5か月での幕内初優勝を果たした。このときは、明確な相撲の型はないものの強い精神力と19歳とは思えない落ち着きぶりを絶賛された。この場所は伯父・二子山の理事長としての最終場所であり、伯父から甥への賜杯授与が実現した。14日目の打ち出し後に貴花田を乗せていたハイヤーが玉突き事故の被害に遭って付け人2人が体を強打して病院に運ばれたが、貴花田は無事であった。幕内最高優勝達成者恒例の祝杯は、未成年であったためウーロン茶で行った。優勝した千秋楽の翌日、父の勧めで若貴フィーバーで骨休めにならない国内を離れ、サイパンへ出掛けている。この頃は兄弟関係は良好だった。1992年9月場所は小結で14勝1敗とし2度目の幕内優勝、翌11月場所は関脇に戻り10勝5敗。1992年は60勝30敗と6場所制定着後最少勝ち星（当時）ではあったものの史上最年少の年間最多勝を受賞した。
1993年1月場所は関脇に並ぶ琴錦、武蔵丸とともに「大関取り」の場所となった。この1月場所は11日目で平幕相手に3敗を喫した時点で一度は大関昇進は「破談」とされた。その後連勝し11勝3敗と盛り返すも、千秋楽結びの一番で横綱昇進を賭けていた曙との直接対決ではわずか2秒余りで圧倒され完敗、11勝4敗の成績に終わった。師匠の12代藤島は千秋楽終了後に「もう、（昇進は）だめでしょう。仕方がないです」と語ったが、直前3場所をすべて三役の地位で合計35勝を挙げたことで、場所後の理事会で大関昇進が決定した（このとき、同時に曙も横綱昇進が決定した）。20歳5か月での大関昇進は北の湖が持っていた最年少記録を更新するものであった。これを機に、四股名を父と同じ貴ノ花に改める。昇進伝達式では「謹んでお受けします。今後も不撓不屈の精神で相撲道に精進いたします」と述べた。

### 大関時代
新大関で迎えた3月場所は11勝4敗、次の5月場所では14勝1敗の成績で3回目の優勝を果たし、翌7月場所で初の綱獲りを目指すこととなり、千秋楽に13勝2敗で曙太郎・兄若ノ花らとの優勝決定戦に進出した。しかし曙は若ノ花を押し倒し、貴ノ花を寄り倒して破り、貴ノ花は優勝同点に終わる。場所後に日本相撲協会から横綱審議委員会への諮問が無かったため、横綱昇進はならなかった。この時横綱昇進を果たしていれば20歳11か月での横綱昇進となり、北の湖の記録である21歳2か月での昇進より早いスピード横綱昇進記録1位の座を射止めていたことになる。
続いて9月場所は初の全勝優勝を狙った曙を千秋楽で下して阻止。曙に次ぐ12勝3敗の優勝次点で綱獲りを再び繋いだが、翌11月場所は体調不良により7勝8敗と負け越して綱獲りは振り出しに戻る。1994年1月場所では21歳5か月での大関角番も史上最年少の記録となった。この1月場所では14勝1敗で4回目の幕内最高優勝で復活。同年の3月場所で綱獲りを再び期待されるが、11勝4敗で優勝を逃し綱獲りは失敗。5月場所では14勝1敗の成績で5回目の幕内最高優勝を果たすが翌7月場所では11勝4敗に終わり、またしても綱獲りは失敗に終わった。
次の9月場所では初の全勝優勝（史上最年少の全勝優勝）。場所後に協会は横審に貴ノ花の横綱昇進の諮問をし、約2時間の審議の末、最後は無記名投票の結果11人の委員中6人が賛成したが、横審の内規である「3分の2以上の賛成」に及ばず、横綱昇進は否決された。審議前から反対を明言していた一力一夫は「諮問があるとは思っていなかった。先場所は準優勝でもないのに、どこを見ても内規に則していない。そのことは理事長も百も承知のはず。内規を無視する覚悟を決められたということでしょう。」と協会の態度を強く批判し、反対票を投じたと明言した加藤巳一郎は「協会の立場、本人の成長ぶりはよくわかるが、横綱は絶対的なものでないといけない。連続優勝できないということは何か欠けるものがあるからだ。」と述べ、他の反対票を投じた委員も「横綱になれる力を充分持っているのだから、あせる必要がない。」としてもう一場所様子を見るよう主張した。
それでも、貴ノ花から「貴乃花」と改名して迎えた翌11月場所でも他を全く寄せ付けず、双葉山以来の「大関で2場所連続全勝優勝」を果たし、先場所からの30連勝も達成した。千秋楽結びの一番での曙との一番は49秒の死闘の末に、土俵際で貴乃花が右上手投げで逆転勝利し、「これぞ、名勝負というのだろう。」「角界の第一人者の座をかけた攻防はまさに互角。一年納めの場所を締めくくるにふさわしい死闘だった。」と称賛された。

### 横綱時代
11月場所後の横審ではわずか10分の審議で、全会一致で横綱昇進を答申した。11月23日に行われた昇進伝達式の口上で「謹んでお受け（致）します。今後も『不撓不屈』（自身大関昇進の伝達式でも用いた）の精神で、力士として相撲道に『不惜身命』を貫く所存でございます」と使者に答えた。『不惜身命』の語は、貴乃花を贔屓にしていた藤真利子を通して緒形拳が提案したものである。尚横綱土俵入りは「雲龍型」を選択、当時同じ二所ノ関一門の横綱だった18代間垣（第56代横綱・若乃花）と13代鳴戸（第59代横綱・隆の里）の二人が主に指導した。
新横綱で迎えた1995年1月場所は初日に武双山に敗れ、1994年9月場所初日から続いた連勝は30でストップした。8日目に魁皇にも敗れたが、14日目に1敗の武蔵丸を破り、千秋楽は13勝2敗で並んだ武蔵丸との優勝決定戦を制し、自身初の3連覇を達成。新横綱の優勝は15日制になってからは、大鵬・隆の里以来史上3人目。3月場所は曙との13勝1敗同士の相星決戦となり、敗れて4連覇は逃したが、翌5月場所でも2場所連続で曙との相星決戦となり、雪辱を果たして14勝1敗で優勝した。7月場所では14日目に優勝を決めたが、千秋楽に曙に敗れ、13勝2敗で終えた。翌9月場所でも14日目に優勝を決め、千秋楽は曙を押し出しで破り、自身2度目の3連覇を全勝優勝で飾った。11月場所は初日に琴稲妻、7日目に土佐ノ海に取りこぼして早くも2敗。中日以降は順調に白星を重ね、14日目まで12勝2敗で兄の若乃花と共に優勝争いのトップに立った。千秋楽では若乃花が武双山に敗れ、自身も武蔵丸の注文相撲に屈したため12勝3敗同士の史上初の兄弟優勝決定戦が実現。若乃花の右四つからの下手投げで敗れ、4連覇を逃した。
この優勝決定戦の前日に二子山から兄に勝ちを譲るように仄めかされたとする一部報道、またこれを切っ掛けに貴乃花が父の11代二子山への思慕を失ったとする分析も存在したが、貴乃花本人は協会退職後の自叙伝でこれを「あり得ません」と否定し「やりにくさを感じた自分の未熟さが、そのまま結果に出たということです。兄の勝敗がどうあれ、本割に勝って優勝を決められなかったことも含めて、まだまだ精神をコントロールできていないと思い知らされました」と述べている。
1996年1月場所は13日目まで全勝で優勝争いのトップを走り、1敗で同部屋の貴ノ浪が追っていたが、14日目に魁皇に敗れ初黒星を喫し、貴ノ浪が1敗を守ったため、両者1敗で並んだ。千秋楽は14勝1敗で並んだ貴ノ浪と優勝決定戦に進出したが、河津掛けで敗れ、横綱昇進後初めて2場所連続で優勝を逃した。貴闘力の証言によれば、貴乃花は貴ノ浪に敗れたあと、風呂場で桶を叩きつけて「チクショー」と声を上げ、真剣勝負に行って負けたことを悔しがっていたという。3月場所は3日目に旭豊に敗れ金星を許すも、その後は白星を重ねて14日目に優勝を決めた。千秋楽も武蔵丸を寄り切って14勝1敗で終えた。5月場所は6日目に剣晃に敗れ金星を許すも、その後は白星を重ね、千秋楽に2敗で追っていた若乃花、貴ノ浪が共に敗れ3敗となったため、自身の取組前に13回目の優勝が決定。結びの一番では曙を下手出し投げで破り、14勝1敗で終えた。7月場所は3日目に琴の若に敗れ自身7個目の金星を許し、その後も13日目に魁皇にも敗れ2敗に後退。1敗の曙を追う展開となったが、14日目に武蔵丸を寄り切って2敗を守り、曙が若乃花に敗れ、2敗で貴乃花、曙、貴ノ浪が並んだ。千秋楽では貴ノ浪が魁皇に敗れ優勝争いから脱落したため、結びの一番は曙との12勝2敗同士の相星決戦となり、寄り倒しで制して輪島に並ぶ14回目の優勝を果たした。9月場所は5連勝で5日目で早くも単独トップとなり、12日目には12連勝で幕内連続12勝以上勝利が、北の湖の12場所を超える、13場所目の新記録（当時）を達成した（現在は白鵬の22場所（2008年7月場所 - 2012年3月場所）、17場所（2012年7月場所 - 2015年3月場所）に次ぎ歴代3位）。13日目には同部屋の貴闘力が、2敗で追っていた武蔵丸を破って「援護射撃」を果たすと、自身も結びの一番で魁皇を送り出しで破り、4場所連続15回目の優勝を決めた。4連覇は自身初。14日目は武蔵丸、千秋楽は曙を退け、全勝優勝で締めくくった（これ以降、日本人力士の全勝優勝は2016年9月場所の大関豪栄道まで丸20年途絶えた）。当時まだ24歳という年齢で、幕内優勝15回という実績や、ほとんど隙のない当時の取り口から考えると、大鵬や千代の富士の優勝回数の突破は、時間の問題とさえ言われていた。

#### 成績不振
しかし、1996年（平成8年）9月場所後の巡業中、背筋の肉離れを起こすケガにより緊急帰京。肉離れが完治しない中、同年11月場所を一旦強行出場することを表明したが、場所初日の前日に急性腸炎による発熱で入院、結局11月場所は初土俵以来初めて本場所を全休することとなる。
この休場をきっかけに、貴乃花の相撲に陰りが見え始め、また休場中の間に上体だけが肥えてしまい、1997年（平成9年）以降は体をのしかけて潰す相撲に変貌してしまう。更に強引にねじ伏せたり浴びせ倒したりするなど、明らかに相撲の質が落ち、好角家からも批判されるようになった。大型力士に対抗するために自らの判断で増量したが、あまり上手くいかなかった。それまではかなり熱心で体の毛も生えないほどだった稽古も、準備運動は入念にするものの実戦的な稽古量が激減するという事態に陥った。
1997年（平成9年）は過去の稽古の貯金もあって3度優勝、通算5回目の年間最多勝（同1997年が自身最後の年間最多勝）も受賞して横綱の面目を十分に保てたが、1998年（平成10年）以降はその貯金も底を突いた状態となった。1998年（平成10年）1月場所終盤、急性上気道炎による高熱と、顔面に現れた原因不明の発疹による体調不良で、勝ち越しながらも途中休場（これにより同年2月に開催された長野オリンピック開会式および横綱土俵入りも欠席した。横綱土俵入りの代役は曙が務めた）。翌3月場所も序盤から崩れて、肝機能障害によりまたも途中休場に追い込まれた。7月場所と9月場所は連覇して（7月場所の優勝インタビューでは、引退も考えていたとコメントした）優勝回数を20回の大台に乗せたが、その後は怪我や病気に苦しみ、2年以上優勝から遠ざかることになった。
同年秋場所直前に、父の11代二子山が兄を拒絶するようになった貴乃花について「貴乃花は懇意にしている整体師から洗脳されている」と発言したとする「貴乃花洗脳騒動」が起きた。この騒動により一時期若貴兄弟は二子山からの信用を失い、その影響で部屋の力士の殆どから稽古相手をしてもらえなくなったとも伝わるが、そんな時に犬猿の仲であった安芸乃島だけは延々と稽古相手を務めたという。（後述）
1999年（平成11年）1月場所は、序盤から大崩れとなり盛り返すことなく8勝7敗に終わった。3月場所は10日目の闘牙戦で勝ち越しを決めたものの、左肩を骨折して途中休場。5月場所は全休。休場明けの7月場所は8日目まで1敗だったものの、9日目の出島戦で左手薬指を脱臼し、その影響で12日目から4連敗と大きく崩れ、9勝6敗に終わった。9月場所は出場したが一つも勝てずに3日目から休場。再起を賭けた11月場所も初日に玉春日に敗れた（この敗戦で不戦敗を含まず7連敗となり平成以降の横綱では当時の最多記録となった）。さらに6日目に栃東、9日目に魁皇にそれぞれ敗れ9日目で早くも3敗。しかしその後は持ち直して14日目まで3敗を守り、千秋楽に武蔵丸と横綱同士の相星決戦にまで持ち込み、敗れはしたものの、11勝4敗の準優勝を果たして望みを繋いだ。
この頃から稽古量が再度上向きになり、2000年（平成12年）1月場所は12勝3敗（優勝次点）、3月場所は11勝4敗、5月場所は13勝2敗（優勝次点）と復活間近を思わせた。だが7月場所は、5日目の土佐ノ海戦で勝ちながらも左手の上腕二頭筋を断裂する怪我を追い、2日後の7日目・魁皇戦で切り返しで敗れた際、その左腕のケガが悪化した為また途中休場となった。翌9月場所は全休。休場明けの11月場所は初日から順調に白星を重ね、14場所ぶりに中日勝ち越しを決めた。9日目に武双山、10日目に千代大海と連敗し、優勝争いからは後退したものの、12日目は、この場所1横綱3大関を破り、13勝を挙げ、三賞を総ナメにした新鋭の琴光喜の挑戦を小手投げで退け、横綱の意地を見せた。13日目に武蔵丸、14日目に曙と両横綱には敗れたものの、千秋楽は3連敗中だった魁皇を寄り切りで破り、11勝4敗で繋いで不振脱出の兆しを見せた。

#### 復活、最後の優勝
2001年（平成13年）1月場所は初日から14連勝したが、千秋楽で横綱・武蔵丸に敗れて14勝1敗に終わる。武蔵丸と同点となり優勝決定戦にもつれ込むも、その一番では武蔵丸に勝利を果たし、14場所ぶり21度目の復活優勝を遂げた。一度変貌した相撲内容は更に変貌し、嘗ての自在の内容に代わり、完全に腰を固め、充分に捕まえて逡巡せず勝負に出るようになって新生貴乃花を印象付けた。安定感はやや低下したものの、力強さは逆に最盛期以上の相撲振りを印象付けた。
3月場所は3日目に栃乃洋に敗れ1敗。13日目には武双山にも敗れ2敗に後退。14日目に1敗の魁皇を上手出し投げで破り、優勝への望みを繋いだが、千秋楽に魁皇が武双山との2敗同士の対決を制し、自身が結びの一番で武蔵丸に敗れたため、優勝は魁皇となった。
5月場所は初日から13連勝して完全無敵の強さであったが、14日目の武双山戦で土俵際で巻き落としを喰らって右膝半月板を損傷する大けがを負った。もはや立つことも困難なほどの重傷であった。11代二子山ら関係者も休場するよう貴乃花に勧めたが、幕内優勝が掛かっていたため、周囲の休場勧告を振り切り、翌日の千秋楽に強行出場した。千秋楽は協会トレーナー（出羽海部屋の元幕下・若鷲）がテーピングをしたらどうかと勧めたが、テーピングをせずに横綱土俵入りを披露した。しかし本割りの仕切り最中にすら右膝を引き摺るような仕草があり、勝負にならないことは明らかであった。その悲惨な状況に審判部として土俵下に座る13代九重は仕切りの最中にも「貴乃花、痛かったらやめろ!」と忠告したほどであった。予想通り千秋楽結びの一番の武蔵丸戦では、武蔵丸の立合いの変化に全くついて行けず一瞬で勝負がつく様な敗退で武蔵丸と相星となった。
続く優勝決定戦は、大方の予想を覆し、武蔵丸を上手投げで破った。勝利を決めた直後の鬼の形相と奇跡的な優勝で、後世相撲史に語り継がれる大一番となった。当日、表彰式で内閣総理大臣杯を授与した小泉純一郎は「痛みに耐えてよく頑張った!感動した!!おめでとう!!!」と貴乃花を賞賛した
。貴乃花が怪我を押して出場した背景には「休場すれば本割、優勝決定戦と不戦勝で武蔵丸が優勝をさらう史上初の事態になった」という状況があり、この優勝の際のスポーツ新聞の記事で貴乃花は「横綱としてというより、1人の力士としてやろうと思った。ひざがダメになったらという不安?そうなったらそうなったときですから」と言っていた。表彰式での優勝インタビューで怪我の痛みを聞かれ「特にないですよ」と答えると、大きな拍手と歓声が沸いた。

#### 7場所連続の長期休場
相撲史に残る大一番を制した貴乃花であったが、間もなくその代償は予想以上に大きい事が判明し、逆に大きな禍根を残すことにもなった。
全休となった2001年（平成13年）7月場所後、大けがをした右膝の半月板を除去する手術をフランスで受けて再起を目指した。しかし、2002年（平成14年）7月場所まで、1年以上も全ての場所で休場となってしまう（なお7場所連続全休は大相撲史上ワースト1位である）。世間も最初は「休場してゆっくり治せば良い」と温かい目で見ていたが、休場が1年近くになった頃から、貴乃花に対する風当たりは強くなり、一部の横綱審議委員も苦言を呈するようになった。なお大相撲力士は本来休場中の旅行やTV出演はNGだが、この長期休場中にフランス旅行に出掛けたり『BISTRO SMAP』にゲスト出演したりして物議を醸した。
2002年（平成14年）9月場所、横綱審議委員会からの勧告もあって、遂に8場所ぶりの出場に踏み切った。注目された初日の高見盛戦では勝利したものの、序盤の2日目・旭天鵬戦と5日目・琴龍戦でそれぞれ金星を献上してしまい、この場所途中での引退さえ囁かれた。しかしその後中盤の6日目から終盤14日目にかけて星を伸ばして12勝2敗、千秋楽に武蔵丸と横綱同士の相星決戦にまで持ち込み、敗れはしたものの12勝3敗の準優勝を果たした。武蔵丸の存在が自身の力を測るバロメーターになっていたことを考えると、貴乃花は「ああ、もう自分はそろそろだな」と感じたという。他の幕内力士との実力の違いを見せつけたが、場所終盤には再び右膝の怪我の状態が悪化したため、翌11月場所はまたも初日から全休することとなる。

### 現役引退
2003年（平成15年）1月場所、右膝の状態が万全ではなかったものの出場を決意。初日の若の里には土俵際の小手投げで辛うじて勝ったが、翌2日目の雅山戦では二丁投げを喰らって左肩を負傷してしまう。明らかに不利な体勢であったが、審判委員から物言いがつき「両者同体」と判定された。その取り直しの一番は雅山に左からの上手投げで勝利したものの、左肩の怪我により翌3日目の旭天鵬戦は不戦敗、4日目まで途中休場する羽目となる。
だが、5日目から場所途中からの再出場（1954年1月場所の東富士以来49年ぶり）を決断する。5日目・闘牙と6日目・土佐ノ海に連勝はしたものの、貴乃花らしい相撲は全く見られず、7日目の出島には一気に押し出され、8日目には初対戦の安美錦にも送り出しでそれぞれ敗れてしまった。この再出場に関して本人は2019年のインタビューで「神風特攻隊のように死に花を咲かせるため」とその意図を語った。
この同1月場所8日目の安美錦との一番を最後にその翌9日目でついに現役引退を表明（取組予定だった琴ノ若戦はこの場所2度目の不戦敗）した。当時まだ30歳で、父とほぼ同年齢での引退でもあった。引退会見で連発した「非常にすがすがしい気持ち」、「心の底から納得しております」は、一時流行語にもなった。
貴乃花の引退相撲と断髪式は2003年（平成15年）5月場所後に行われ、武蔵丸、魁皇、兄、長男などに鋏を入れられ、留めバサミは父が入れた。断髪式後、土俵上で作文朗読をした長男は涙をこぼしていた。

## 引退後  貴乃花部屋誕生とその終焉
貴乃花は、2003年（平成15年）1月場所限りで引退して、一代年寄・貴乃花として、父の11代二子山が師匠を務める二子山部屋の部屋付き親方となる。
2004年2月1日付で二子山部屋を継承し、同時に部屋の名称も貴乃花部屋へと変更された。3月場所にて藤中ら２人が初土俵を踏んだ。一方、同年5月場所で貴ノ浪が引退。部屋付き親方の17代藤島（元関脇・安芸乃島）との対立が表面化し、17代藤島は先代の11代二子山に許可を受けて同年に高田川部屋へ移籍（事実上の破門）する。兄で元横綱若乃花の花田虎上への批判を強める。
2005年5月に父の11代二子山が死去した後、貴乃花は協会運営などに関する持論をメディアで繰り返し発言、その挙動がマスコミを連日にぎわせ、相撲協会内との確執が表面化した。役員全員が口頭で厳重注意し、本人もこの時は頭を下げていた。

### 2010年日本相撲協会理事選、理事として

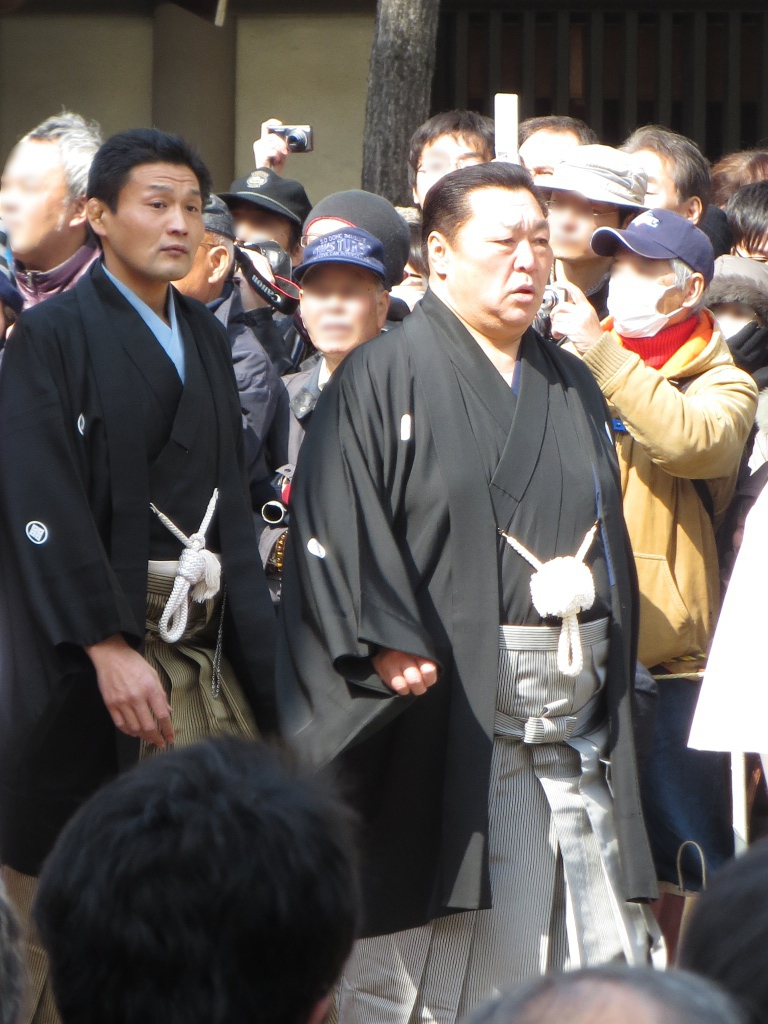
住吉大社での奉納土俵入りにおける貴乃花親方と北の湖理事長（2013年3月2日）

2010年1月場所8日目（17日）、大相撲中継で6年半ぶりに正面解説を務め、テレビ出演中に同年2月に行われる協会理事選挙に立候補することを表明した。貴乃花は出馬を希望していたが、二所ノ関一門は既に現職理事の17代放駒と10代二所ノ関のほか、新人の13代鳴戸が立候補を予定していた。協会の理事選は10人の改選で5つある一門ごとに理事候補を調整して無投票で決定することが慣例となっていたこともあり、2009年12月から一門で候補者選定会議が行われた結果、最年少であった貴乃花に立候補を断念させる方針に傾いたためである。
同月19日に二所ノ関一門は緊急会合を開き、貴乃花を支持する18代間垣、12代阿武松、16代大嶽、12代二子山、19代音羽山、15代常盤山の親方6人および間垣部屋、阿武松部屋、大嶽部屋の3部屋は事実上破門とした。既に一門からの離脱を明らかにしていた貴乃花と貴乃花部屋に対しても、同様の措置が執られた。同時に二所ノ関一門からは現職の17代放駒と10代二所ノ関の立候補が決まり、13代鳴戸は事実上立候補を断念せざるを得なくなった。
このため、4期（8年）ぶりに評議員の投票で11人が10人の理事を争う形になり、騒動になったことを武蔵川理事長が厳しく批判するなど話題になった。固めている票は上記7親方の票だけで当選ラインの10票まで届いていないために苦戦が予想され、他一門からの票の上乗せを目指すことになった。2月1日の理事選の投開票では落選という予想に反し、上記7親方の票以外にも3票の上積みがあり、10票を得て当選した（落選は2代大島）。新理事会の結果、理事長は14代武蔵川の続投となった。この一連のことを一部マスコミでは「貴の乱」と称し、貴乃花を「相撲協会の革命児」と報道している。
貴乃花とその支持派閥は暫く、マスメディアで「貴乃花派」「貴乃花グループ」と呼ばれる派閥を形成し、合同で稽古を行うなど一門に準じた形態で行動していたが、2014年度より他の一門と同じく協会から助成金を支給される待遇を得たことを契機として同年5月23日から「貴乃花一門」に改称となり、これにより5つあった一門が1つ増えた格好になった。
部屋の師匠としては一門外だが臥牙丸が「一番怖い親方」と評するほどの厳しさを見せた。臥牙丸によると、自分の弟子には稽古からテーピングの巻き方まで、隅々に渡る厳しさを見せたという。
2010年7月4日に行われた臨時理事会で大関・琴光喜が野球賭博に関与して解雇処分になったことを不服として、貴乃花は処分軽減ならびに現役続行を強く訴えたが、外部理事からの反発により却下された。理事選にて自身を支持した12代阿武松の弟子と床山、それに16代大嶽が野球賭博に関与して処分の対象となったこともあり、貴乃花は退職願を提出した。武蔵川理事長や村山弘義理事長代行は受取を拒否、貴乃花は翌日の朝稽古を見た後に退職を撤回した。
同年8月12日、武蔵川理事長が健康上の理由と野球賭博問題の引責で辞任したため、同日行われた理事長選挙では北の湖を推薦し「貴の乱再び」と言われた。後任の理事長は17代放駒に決まり、放駒理事長となってから初めて行われた8月20日の理事会にて、審判部長に就任。38歳での審判部長就任は、35歳で就任した9代出羽海（第50代横綱・佐田の山）に次ぐ、2番目の若さであった。
2012年1月場所後の1月30日に行われた理事選にも立候補し、再選。大阪場所担当部長に就任した。
2013年11月場所の途中より、病気休場した伊勢ヶ濱審判部長に代わって勝負審判（審判長）を務めている。2014年4月以降も引き続き理事を務めることになり、協会常勤の執行部・総合企画部長など部長職5つを任される厚遇に与った。
2014年3月場所後、鶴竜が第71代横綱に昇進した。鶴竜は時津風一門の井筒部屋所属だが、当時時津風一門に元横綱の親方が不在のため、代役として無所属の貴乃花が鶴竜に対し、雲龍型の横綱土俵入りを指導した。
2014年6月に両耳の手術を受けた。関係者は「小学校からの相撲の稽古で両方の耳たぶが腫れて血が固まって硬くなってしまい、人の話など聞きづらく、眼鏡などをすると擦れて激痛が走る状態」と説明。2014年7月場所は手術した両耳が完治しておらず、北の湖理事長と相談の上体調不良による検査入院のため大事を取って全休。同場所後の7月28日、両国国技館での横綱審議委員会より公務に復帰した。
2014年11月場所で自己最高位の西幕下3枚目に昇進した貴斗志を引退させた。これについて貴斗志は「親方が勝手に引退届を提出した」として、2015年3月に相撲協会を相手に地位確認や報酬の支払いなどを求めて東京地裁に提訴した。この裁判において、貴乃花が洗濯ができていないことを理由に付け人に何度も往復ビンタや殴打をしたり、指輪をした手で弟子を殴り目の上が切れる怪我を負わせるなどの暴力を振るっているという証言が裁判記録や陳述書に記載されているが、2017年3月に東京地裁は貴斗志の請求を棄却した。貴斗志側は判決を不服として東京高裁に控訴したが、2018年2月23日に相撲協会と和解が成立している。
2016年1月29日の理事選挙では4選、3月28日に行われた理事長改選では現職の8代八角と共に次期候補となるが、多数決の結果6対2で8代八角に敗れた。理事長選に際して頭を丸刈りにしたことが話題になった。続く3月30日の職務分掌では執行部から巡業部長へ異動となった。
その後、貴乃花と協会執行部との対立が深まる中、2017年11月、モンゴル出身力士の会合で、日馬富士が貴ノ岩を殴ったことが表面化すると、貴乃花は協会の対応を猛烈に批判する（後述）。
日馬富士は責任を取る形で引退するが、2018年1月、相撲協会は貴乃花を理事から解任した。翌2月の理事選で、貴乃花一門の12代阿武松らは貴乃花親方に不出馬を要請していたが、強硬に出馬して落選。ワイドショーで協会批判を繰り返したり、内閣府に告発状を送ったりと過激な行動を続けた。だが、3月の春場所中に、貴乃花部屋の貴公俊が付け人を殴る事件が発生。日馬富士の暴力を批判してきた貴乃花親方は窮地に陥る。協会は平年寄に降格処分を行う。
その後、6月に貴乃花部屋は無所属となり、貴乃花一門は解体。貴乃花は9月に相撲協会を退職する形になり、同月末で貴乃花部屋は消滅。所属力士らは千賀ノ浦部屋（現・常盤山部屋）に移った。「平成の大横綱、貴乃花」の部屋としてはあまりにも寂しすぎる幕切れとなった。
- 明治神宮例祭奉祝 奉納70回全日本力士選士権大会（2011年10月撮影）
- 横綱審議委員会稽古総見（両国国技館 2011年12月撮影）
- 横綱審議委員会稽古総見（両国国技館 2017年5月撮影）

## 「平成の大横綱」の理事解任、貴乃花部屋解体と相撲協会退職

### 2017年11月　日馬富士による貴ノ岩暴行事件
2017年10月25日夜、秋巡業中の鳥取でモンゴル出身力士が集まった宴席で、酒に酔った横綱日馬富士が、貴乃花部屋の貴ノ岩の態度に激怒し、カラオケのリモコンで殴打するなど暴行した。貴乃花は、10月29日に鳥取県警へ被害届を提出し、相撲協会は11月2日に鳥取県警からの連絡で暴行事件を把握した。翌3日には鏡山危機管理部長が電話で事情を聞いたが、貴乃花は「よく分からない」と返答した。
貴ノ岩は、11月5日から9日まで福岡市内の病院に入院した。九州場所の休場は11月10日に発表され、九州場所2日目に公表された診断書は「脳しんとう、左前頭部裂傷、右外耳道炎、右中頭蓋底骨折、髄液漏れの疑いで全治2週間」とされた。
なお、貴ノ岩は、暴行被害翌日の10月26日の巡業も通常通り参加し取組も行い、日馬富士に謝罪して和解の握手をしたことを複数の力士、関係者に目撃されている。だが貴ノ岩が握手をしたのは、地元の高校関係者の助言によるもので、自身が納得していたわけではなかった。また、九州場所に備え福岡入りし、11月2日に宿舎がある田川市長を表敬訪問し「二桁勝利目指し頑張る」と九州場所出場へ意欲を見せていた。
この暴行事件が11月場所中の11月14日に報道されると、同日、日馬富士と9代伊勢ヶ濱が貴乃花のもとに事前連絡なしに謝罪に訪れる。だが、出かける車中にいた貴乃花がそのまま車を発進させたためすれ違いとなり、謝罪拒否とみなされる形になった。日馬富士は自著「全身全霊」の中でこの時の貴乃花の行動が引退決意の直因としており、「自分はともかく師匠は角界の先輩。師匠に対してああいう態度を取ったことで、自分は師匠に迷惑掛けた気持ちになり引退を決意した」と記している。なお、貴乃花と9代伊勢ヶ濱の人間関係については、9代伊勢ヶ濱は2016年の理事選で貴乃花に投票をしており、それまではおおむね良好なものであったとみられる。
その後、貴乃花が協会に暴行事件を報告せずに先に鳥取県警に被害届を提出していたことが判明する。さらに、11月17日には貴乃花側から警察に提出された診断書と協会に提出された診断書の内容の食い違いが判明した。協会に提出された診断書を書いた医師は「頭蓋骨骨折は過去に生じたもので事件と因果関係は不明、髄液漏についても疑いであり確定診断ではない」としている。また日馬富士が貴ノ岩をビール瓶で殴ったと報道されていたが白鵬がそれを否定、貴ノ岩本人が警察の聴取に「目をつぶっていたので、何で殴られたのかはわからない」と述べたという報道もなされた。さらにスポーツニッポン紙面にて事件が明らかになる前日まで貴ノ岩が部屋で稽古していたのを目撃されているなどの報道がなされた。
最終的に日馬富士は、暴行問題の責任をとる形で11月29日に引退届を提出し、角界を去った。12月11日、鳥取県警は傷害容疑で日馬富士を書類送検し、28日に略式起訴されている。20日には、9代伊勢ヶ濱は監督責任をとって相撲協会の理事を辞任している。
だが、貴乃花は、警察の捜査終了後に応じるとして、協会危機管理委員会による貴ノ岩に対する聴取の要請を複数回にわたって断っている。12月12日には、検察の処分が出るまで貴ノ岩の聴取を拒否するとの文書を送っている。このように貴ノ岩や貴乃花から事件について具体的説明がないことも、問題を混迷化させた要因となった。
一方、相撲協会側としては、協会への報告なしに先に警察へ被害届を出した貴乃花に対し「被害届を提出したことをなぜ協会に報告しなかったのか」「なぜ伊勢ヶ濱の謝罪に応じなかったのか」という不可解の念を抱くことになった。それによって、八角理事長率いる協会執行部に対する貴乃花の不信感と対立関係が明るみに出た。

### 2018年1月 理事解任決議の承認
2017年12月28日の相撲協会臨時理事会の協議の結果、貴乃花理事の忠実義務違反による解任決議が全会一致で可決された。日馬富士の暴行問題に関して相撲協会の危機管理委員会が要請した協力を拒絶するなどの非協力的態度を取り、巡業部長としても事件の報告を怠ったという判断がなされたためである。その後2018年1月4日に、日本相撲協会の臨時評議員会が開催され、理事解任決議が承認された。日本相撲協会からは、理事から2階級降格の役員待遇委員となり指導普及部副部長に就任することが発表された。評議会の協議によって理事が解任されたのは史上初である。
財団法人の理事を解任するには財団への財産的侵害行為が必要で「忠実義務」という倫理規定を以って解任する法概念は存在しない、と指摘する専門家もいた。

### 2月 協会理事選落選と相撲協会批判
貴乃花は理事を解任されたものの、翌2月には相撲協会の理事選が予定されていた。貴乃花一門の親方衆は12代阿武松の擁立で一本化し、貴乃花に1期限定の出馬辞退を迫った。
だが、貴乃花は、1月場所後の2月1日に立候補した。部屋の公式サイトに理事立候補の決意表明を掲載し、「大相撲は誰のものか？ その公益性の意味を我々は考え直し、正す時期に来ている」
「組織としての公益性や透明性が大きく問われております」と協会執行部を批判し、相撲界の理想像を説いた。
出馬を見送れば役員待遇に留まれたが、貴乃花が出馬を見送れば定員10人の立候補で理事選が無投票となる見通しであった。貴乃花は事前調整による無投票での理事選出を何よりも嫌っており、これまで一門外からの支持票を得て4度の選挙で当選した実績もあったため、自身が立候補して投票により信を問う形に持ち込んだと見られる。
しかし、翌2月2日に行われた理事選投票では、貴乃花は2票に留まり落選し、12代阿武松は8票で当選した。
公益法人移行前の旧法人時代からの理事選挙を含めれば理事に立候補して落選したのは8人目だが、元横綱が落選したのは2014年の13代九重（第58代横綱・千代の富士）以来2人目、共に自他共に認める一時代を築いた大横綱で、現役時代の実績が理事への得票には反映されないという皮肉な結果となった。
貴乃花は、理事候補選挙に落選した後、2月7日放送のテレビ朝日系『独占緊急特報!!貴乃花105日間の沈黙を破りすべてを語る』、翌8日放送のフジテレビ系『直撃LIVE グッディ!』の中で協会批判を繰り広げ、執行部への対決姿勢を鮮明にした。
8日放送の番組中では自身の考える横綱論について話し、日馬富士が引退会見で貴ノ岩について「これからは礼儀と礼節を忘れずちゃんとした生き方をして頑張っていただきたい」と話したことに「話にならないですよ。あんなものね。被害者を悪く言うなんてことはあってはいけない。事実とは違うわけですからね。それを言ってしまった加害者本人はどう弁解して生きていくか、見てみたいですね」と怒りをにじませていた。
フジテレビの番組への出演は事前に相撲協会に申請があり問題とされなかったが、テレビ朝日の番組には無許可であったことから大きな波紋となった。相撲協会は6日から同局の担当者らに問い合わせを入れていたが無視されている。同局が1月末に放送に当たって相撲協会の許諾が必要な資料映像を無許可で放送していたこともあり、相撲協会は同局を出入り禁止とした。
2月16日の年寄総会では貴乃花に事情聴取や懲戒を求める声が上がり、八角理事長に伝えられた。貴乃花は同日に行われた不祥事再発防止の研修会を欠席、3月9日の相撲協会の理事会と年寄総会も欠席。　
一方、3月9日、貴乃花は、元横綱日馬富士による貴ノ岩への傷害事件を巡る相撲協会の対応に疑義があるとし、代理人弁護士を通して内閣府の公益認定等委員会に適切な是正措置の勧告などを求める告発状を提出したと公表した。3月場所初日を2日後に控えた状況での行動に、協会員の誰もが唖然、呆然、驚きであった。貴乃花一門の親方衆にも相談がなく寝耳に水であったという。

### 3月 春場所の欠席、貴公俊の暴行事件
3月11日から春場所はスタートし、貴ノ岩は3場所ぶりに復帰する。だが、貴乃花は役員待遇として本来なら場所中に常駐すべき大阪府立体育会館内の役員室に姿を現さなかった。執行部側は無断欠勤との判断を示したが、貴乃花は暴行事件の被害者である貴ノ岩の状態について主治医と連絡を取り合う必要性から宿舎待機を主張する。5日目から役員室に出向いたものの滞在時間は極端に短く、その滞在時間が連日スポーツ紙紙面を賑わし、この状況が8日目まで続いた。
3月場所8日目の3月18日、貴公俊が取組に敗れた後、支度部屋で付け人の貴西龍を複数回殴打したことが発覚した。この日、貴乃花は1時間15分ほど出勤し「何かあったら電話を下さい。会場内にいますので」と話していたが貴公俊の取組前には会場を離れていた。そのため協会が後で貴乃花に連絡を入れている。
貴乃花は、貴ノ岩が日馬富士から暴行被害を受けたことから「暴力力士が土俵に上がることへの拒絶反応」や「暴力の撲滅」を訴えていた。しかし自身の弟子が暴行事件を起こしたことでこれまでの自身の主張が根底から覆り、それまでの協会執行部への対決姿勢を180度方向転換した。事件翌日の9日目には臨時の協会役員会に弟子の貴公俊と共に出向き事件を謝罪。貴公俊は事件の引責からこの日から休場。貴乃花も前日まで拒否していた役員室への常駐もこの日以降は出勤するようになり、13日目の23日には場所直前に公表していた内閣府への告発状取り下げを明言し、「一兵卒として精進する」と一親方として出直す姿勢を示した。
事件を起こした貴公俊は3月場所後の理事会で5月場所の出場停止処分を受け7月場所から土俵復帰、事件被害者の貴西龍は7月場所を全休し場所後に引退。日馬富士の傷害事件で加害者の日馬富士が事件の引責で引退し、被害者の貴ノ岩は2場所全休の後3月場所から復帰したことと逆転する現象となった。貴乃花は日馬富士事件の際、暴行事件を起こせば所属部屋に関係なく警察に捜査依頼するよう主張していたが貴公俊の事件では自身の部屋の不祥事である故、被害者の貴西龍共々警察への被害届の提出はなく「日馬富士事件とは対応が正反対」「他の部屋の力士に厳しく自分の部屋には甘い」と大相撲ファンの間から批判の声が挙がった。実際に3月場所終了後に相撲ファンから刑事告発を受けての捜査となり、大阪府警浪速署は6月5日付で貴公俊を傷害容疑で書類送検した。6月13日に大阪地検は貴公俊を起訴猶予処分にしている。

### 3月 年寄衆からの批判、平年寄へ降格
相撲協会の役員以外で構成する年寄会は、貴乃花に3月28日の臨時年寄総会への出席を求めていた。総会の場で、貴乃花は幅広い世代の親方衆からこれまでの言動、行動に対する激しい追及、質問、苦情を受けた。貴乃花を支持する親方・貴乃花一門の親方からも「勝手な理由で休むのはダメだ」と声があがった。　
それに対し、貴乃花はひたすら反省と謝罪の弁を述べただけで、自身の言動・行動に対する質問への具体的な回答はなく、出席した親方衆を失望させた。貴乃花は日馬富士の傷害事件への自身の対応について「真実を追究したいが故、頑なな態度になってしまい深く反省している」と語っていたが、それ以外は自身の行動、言動に対する見解は明らかにしていない。
また、総会後の会見で、貴乃花と対立してきた9代高田川は「本来なら（年寄としての）契約解除になる部分が6つ7つある、という声もあった。契約解除までは、という声もあった。その中間もあった」と出席した親方衆の憤懣やるかたない状況を説明している。総会では役員以外の全年寄に貴乃花の処分に関する意見を求められたが、契約解除は相撲界や相撲協会に対する損失の大きさを懸念する声が大多数の年寄から上がって見送られ、理事会に一任となった。一方で貴乃花一門の20代千賀ノ浦は「（貴乃花が）協会に多大な迷惑をかけたことは見ての通りです」としながらも、貴乃花の年寄としての契約解除の回避を求める嘆願書を提出したことを明かした。
28日夕に『news every.』（日本テレビ系）に出演した東京相撲記者クラブ会友の銅谷志朗は、この臨時年寄総会について「勤務の仕方とか、許可を得ずに某テレビ局に出てしまったとか、そういうことが他の親方から見ると非常に腹立たしい。『協会員としてやるべきではない』『自分たちがやったらどうなるんだ』という怒りが沸騰したと思いますよ」と説明し、「一般の年寄は（貴乃花親方の問題を）報道で知るしかなかった。それを協会の中で自ら質問して聞くことで、ある程度収まった親方もいると思います」と推測していた。一階級降格についても「（他の親方からしたら）軽い」と評価している。
なお、3月28日の相撲協会理事会で、貴乃花は、理事候補選挙落選による慣例で役員待遇から委員に降格となり、新人事の職務分掌で審判部に配属となった。翌29日の理事会は、貴乃花に対し、3月場所中の無断欠勤と弟子の貴公俊の暴行事件の監督責任を理由に、2階級降格の処分を下した。1月の処分前から5階級の降格で、平年寄となった。
なお、元横綱と元大関は引退直後から委員待遇となり通常平年寄になることはなく、元横綱が平年寄になるのは千代の山、輪島、武蔵丸に次いで4人目で、武蔵丸以外は事件引責によるものである。又、理事経験者が平年寄に降格したのは理事が現行制度になった昭和43年以降では初めてで、これまで理事候補落選慣例で委員になったのを除けば、理事経験者は役員待遇に収まるのが通例で、貴乃花の平年寄降格は極めて異例、降格前の年寄序列では理事長の八角、事業部長の尾車に次いで3番手だったが（理事の序列は理事長以外は基本的に理事就任のキャリア順で、貴乃花は鏡山と並び理事キャリアが最長であった）降格後の序列では83番目で80人に抜かれる異例事態となった。
なお、貴乃花は3月28日に暴行事件の告発状を取り下げている。5月2日の年寄総会では、告発状を他の親方衆に公開し、「事実と違うのでは」という指摘を受け、「異なっていれば真摯に受け止めて改善する」と応じたという。総会後、芝田山広報部長は「本人を責めてもしょうがない。内容を我々も知らなかったのでうかがった」と説明している。

### 6月 貴乃花一門の消滅
2018年6月20日、貴乃花は、自身が代表を務めていた貴乃花一門から貴乃花部屋を離脱し、無所属になることを表明し、貴乃花一門が消滅する。一門は、12代阿武松を中心とした阿武松グループとなった。
一方、相撲協会は、7月場所後の理事会で、全ての親方が5つある一門（出羽海、二所ノ関、時津風、伊勢ヶ濱、高砂）のいずれかに所属することを決定する。旧貴乃花一門に所属していた親方のうち、理事である12代阿武松と弟子の12代不知火、21代音羽山の他、20代千賀ノ浦、15代大嶽、16代常盤山の6人と、時津風一門から離脱して無所属になっていた20代錣山、23代湊、19代立田川の3人の計9人が二所ノ関一門に、貴乃花一門から離脱して無所属になっていた7代立浪が出羽海一門に所属が決まったが貴乃花だけが9月場所終了時点で唯一人所属一門が決まっていなかった。
協会に真っ向から対立した貴乃花にアレルギー反応を持つ親方もあり、なかなか所属一門が見つからなかった事態を見かねて何人かの親方は仲介に動いていた。しかし受け入れる側に対してこれまでの騒動についての詫びが必要であったため、仲介は困難を極めた。12代阿武松は、8月上旬に「若い者を育てていこう」と二所ノ関一門合流への説得を試みた。また、阿武松はその後「貴乃花の受け皿になって欲しい」と関係者にし電話で打診、19代朝日山が動いて貴乃花が伊勢ヶ濱一門へ加入できるよう水面下で話を進めていた。9代伊勢ヶ濱も「日馬富士事件の責任もあるから」とこれを快諾していた。だが、一門内の12代宮城野らが強く反対したため実現しなかったという。八角理事長の師匠である北の富士（第52代横綱、12代九重）は「最後は（理事長が所属する）高砂一門でと思っていた」と話しているが、理事会決議の遂行を図る大義からで積極的に迎え入れるというものでは無かったという。
なお、8月21日、貴乃花は巡業先の秋田市でけいれんを発症して倒れた。一時は意識不明となり病院に救急搬送され、巡業の残りは休場した。

### 9月 貴乃花の相撲協会退職、貴乃花部屋の消滅
2018年9月場所後の9月25日、貴乃花は、日本相撲協会を退職することを表明した。
同日17時から行われた記者会見の場で、3月9日に元日馬富士の傷害事件に対する相撲協会の対応が適切ではなかったとして内閣府の公益認定等委員会に提出した告発状の件を理由として述べている（その後貴公俊の暴行事件が発生し、3月28日に取り下げ）。夏巡業中の8月7日に、貴乃花は相撲協会から外部弁護士の調査による「告発状は事実無根の理由に基づいてなされたもの」と結論づけられた書面を渡された。同月下旬に「事実無根ではない」と回答したが、9月場所中の9月13日に年寄会（役員以外の全親方で構成）から文書で同月27日の年寄総会に出席しその意図について説明するように求められ、そのやりとりの中で相撲協会から圧力を受けたとして「事実無根を認められなければ、親方を廃業せざるを得ないなどの有形、無形の要請を受け続けた」と主張した。
貴乃花の会見を受けて、同日に日本相撲協会の芝田山広報部長はマスメディアからの取材に応じ、「告発状が事実無根であると認めなければ親方を廃業しなければならないと協会が貴乃花に圧力をかけた事実は一切ない」とした上で「一門に入ってこれからもいっしょにやっていこうと阿武松理事が貴乃花を再三にわたり説得していた」と述べた。この12代阿武松からの説得を貴乃花は「圧力」と受け取った可能性があると16代大嶽（貴闘力）は指摘しているが、12代阿武松本人は「私は心から説得しているつもりだった」とその無念を語っている。また説得にあたっては告発状のことには一切触れておらず「最終的な決定を聞かないまま、こうなってしまった。残念でならない」とコメントしている。
退職届が不受理でも決意は変わらないと記者会見の場で述べていたが、弁護士を通して協会に提出された「引退届」と所属部屋力士の所属部屋変更願がすぐ受理されなかったのは書類不備が原因であった。相撲協会の芝田山広報部長は、貴乃花が提出したのが相撲協会を退職する際必要な「退職届」ではなく親方の「引退届」であったこと、所属部屋変更願は貴乃花が移籍先に希望した20代千賀ノ浦の捺印がなかったと説明している。このため退職表明の翌26日、電話で貴乃花から要請を受けた20代千賀ノ浦が貴乃花部屋を訪れ、貴乃花部屋の8力士の受け入れに同意したことと必要書類に捺印したことを明らかにした。協会の書式に準じた「退職届」ではない「引退届」については、27日に弁護士から「引退を退職と読み替えてほしい」とする上申書が協会に提出された。しかし所属部屋変更願は原本のコピーに20代千賀ノ浦が署名したものであったため再び不受理となり、29日に不備の無い書類を協会弁護士が受け取るかたちとなった。
10月1日、日本相撲協会の臨時理事会で、貴乃花の退職意向による部屋所属力士ら協会員の千賀ノ浦部屋への転籍が承認され、貴乃花部屋が消滅した。所属先変更願（移籍届）に部屋付き親方としての申請がないため、自動的に協会員としての資格を失効し、貴乃花は日本相撲協会を退職となった。八角理事長は同日の記者会見で、20代千賀ノ浦を通じて面会を打診したものの1時間半の説得にも関わらず貴乃花に断られたことを明かしている。
元横綱の親方が定年前に退職したのは1961年（昭和36年）に年寄停年制が施行されて以降では北の富士、輪島、2代若乃花、曙、3代若乃花に次いで6人目（現役の状態から不祥事による引責引退で相撲協会を離れたのは双羽黒、朝青龍、日馬富士）。曙、3代若乃花とは「花のロクサン組」の同期であり、この同期3横綱が揃って停年前に相撲協会を去る異例の事態となった。「花のロクサン組」で現在も協会に在籍しているのは魁皇のみとなってしまった。
貴乃花の退職で、相撲協会に在職する元横綱が4人と過去最少となってしまった（北勝海、大乃国、旭富士、武蔵丸）。このため、今後において横綱の正しい伝承（横綱土俵入りの型の継承など）が行われていくのかが危ぶまれていた。しかし、当時の現役横綱のうち稀勢の里は2019年1月場所限りで引退して16代荒磯を襲名、2021年8月に荒磯部屋（同年12月に二所ノ関部屋へ改称）を興して部屋師匠となっている。鶴竜は2020年に日本国籍を取得し、翌年3月場所に引退して現役名（横綱は5年）で部屋付き親方をした後、2023年12月に24代音羽山を襲名、同時に音羽山部屋を興して部屋師匠となった。白鵬も2019年に日本国籍を取得し、2021年9月場所終了後に引退して21代間垣を襲名、2022年7月には師匠である竹葉山真邦が定年を迎えるのに伴い13代宮城野を襲名して、宮城野部屋を継承して部屋師匠となっている。照ノ富士は2021年7月場所後に日本国籍を取得し、2025年1月場所を持って引退して現役名で伊勢ケ浜部屋付きの親方となっている。
現在は相撲協会に在職する元横綱は前述の4人を含めて8人となっている。

### 相撲協会内での孤立
貴乃花が退職に至った背景には、相撲協会内での完全な孤立化が最大の要因として指摘されている。
1988年に初土俵、翌年には17歳2か月で新十両に昇進。1990年5月場所で新入幕で、1991年に関脇へ昇進した。兄の若花田とともに平成初期の大相撲ブームの中心となり、「若貴フィーバー」と呼ばれ、「平成の大横綱」として一世を風靡した。その反面、師匠である11代二子山（元大関・初代貴ノ花）の実子として特別視された上、所要9場所での十両昇進ゆえに下積み生活の経験が無いままに付け人がつくなど、周囲に忖度され大切に扱われてしまう環境が本人のコミュニケーション能力を育てなかったのではないかという指摘もある。
実際、現役横綱だった1990年代後半、実兄の3代目若乃花（第66代横綱、花田虎上）と関係が悪化し、ワイドショーや週刊誌などを騒がせた。実父の11代二子山が体調不良になると、若乃花や実母の藤田紀子（2001年に初代貴ノ花と離婚）とも絶縁状態となる。父の11代二子山が2005年5月に、伯父の10代二子山（第45代横綱・初代若乃花）が2010年に死去すると、年長の血縁者はいなくなった。
2003年の引退後に一代年寄貴乃花として貴乃花部屋師匠となり、いわゆる「貴の乱」で2010年に相撲協会理事になると、大鵬（第48代横綱）と北の湖（第55代横綱）は貴乃花を「次期理事長候補」と見て目をかけていた。
大鵬は娘婿であった16代大嶽に力を貸し、「自分だけで強くなったんじゃないんだよ。みんなで相撲協会を繁栄させていかなきゃいけない。理事長（北の湖）を支えて、他の親方衆ともちゃんと腹を割って話をしないとだめじゃないか」と貴乃花に苦言を呈し諭してきた。北の湖も「貴乃花はいずれ理事長にならないといけない。それが大鵬さんの願いであり、俺はそれまで頑張らないといけない」と発言していた。また、13代九重（第58代横綱・千代の富士）も、理事選落選後に九重部屋が貴乃花一門に参加する話がまとまっており、13代九重と貴乃花はその頃から良好な関係を保っていたと、元弟子の貴源治は述懐する。だが、大鵬は2013年1月、北の湖は2015年11月に、千代の富士こと13代九重も2016年7月に死去する。
旧藤島部屋の頃からの兄弟子も貴乃花の元から去っていった。
9代高田川（元関脇安芸乃島）は、貴乃花部屋発足直後に貴乃花とのトラブルで部屋を去り独立する。
一方、16代大嶽（元関脇・貴闘力）は、2010年2月の理事選の際、貴乃花と二所ノ関一門を離脱した「7人の侍」の中心人物で、2010年2月の理事選初当選に尽力した。岳父であった大鵬の支持を取り付ける役割を果たしている。だが、直後の同年7月に野球賭博問題で解雇され、角界を去った。また、19代音羽山（元大関・貴ノ浪）は部屋付き親方として力士の指導を任されていた。2010年の理事選のときに寡黙な貴乃花を支え、若手親方を中心に支持者を集め、一門を越えて票の切り崩しもしていた参謀であったが、2015年6月に急逝した。　
貴乃花の2018年の退職時点で、父・貴ノ花の直弟子で協会に残っている親方は、犬猿の仲の9代高田川1人だった。預かり弟子の旧二子山部屋出身者を含めても、20代千賀ノ浦（15代常盤山）、世話人・嵐望のみしか協会に残っていなかった。貴乃花部屋閉鎖時にいた8人の力士は、千賀ノ浦部屋が引き取るが、礼節を重ねての移籍劇ではなかった。
貴乃花一門を支えた親方たちとの関係もぎくしゃくする。二所ノ関一門の重鎮の18代間垣（第56代横綱・二代目若乃花）は2010年な理事選で貴乃花の立候補を支持して一門を破門されるが、3年後の間垣部屋閉鎖後は一門外の伊勢ヶ濱部屋に合流した。また、貴乃花部屋で力士の指導をしてきた20代音羽山（元幕内・光法）は、貴ノ岩暴行騒ぎのさなか、2018年1月に退職した。2010年の理事選で貴乃花に投票し、宮城野部屋から移籍したが、元幕内・北太樹の引退に伴い、貴乃花一門所属の阿武松部屋付きの28代小野川（元幕内・大道）が株の返還を求められたためである。2018年2月の理事選を前に貴乃花は12代阿武松（元関脇・益荒雄）と部屋付き親方2人（大道、元小結若荒雄=12代不知火）の協力を得るため「音羽山」を譲渡する決断をしたとみられる。年寄名跡を手配することは難しいが、20代音羽山に退職を迫ったことは協会内部に波紋を広げ、「（2010年理事選の）恩を仇で返した」と非難されている。12代阿武松は、2018年1月の貴乃花理事解任後、貴乃花一門の核として支えるが、同年9月に貴乃花退職が表面化した頃には連絡がとれない関係になっていた。
また、貴乃花は、北の湖理事長の2015年の死去後、八角理事長ら相撲協会執行部との対立を深める。原因は、北の湖の側近で協会顧問を務めていた小林慶彦が2016年1月に相撲協会を解雇されたことであった。八角理事長率いる執行部が元顧問による協会に対する背任行為を追及するのに対し、小林と親しい関係にあった貴乃花は反発する。この小林慶彦の扱いを巡って貴乃花と八角理事長ら執行部による理事会の激しいやりとりは、宝島社から出版された単行本「貴の乱」で詳細が明らかになっている。
貴乃花は、反目している親方に対しては先輩であろうと視線も合わせなかった。その性格は「直情径行的」とも「不器用」とも言われた。2018年に、親方はいずれかの一門に所属しなくてはいけないという通達を受けていないとしながら協会に自ら問い合わせたり、貴乃花を心配した先輩親方に電話を折り返すことも声をかけた一門に頭を下げることもなかったという。一門が消滅した後に協会内で新たにグループを作ることも出来ず、精神的なストレスはピークに達していたと思われる。
16代大嶽（貴闘力）は2018年9月26日放送の『あさチャン!』（TBS）で、貴乃花と芝田山広報部長が現役時代からの不仲であったと明かしている。9月場所初日に電話した際は「弟子をたくさん取りたい」と部屋運営に意欲的で、退職について「よっぽど腹に据えかねたことがあるんじゃないですか」と推測している。
9月25日の記者会見の場でNHK解説委員の刈屋富士雄が「一門に所属しない件も含めて、僕は今場所中、いろいろな親方の話を聞いて、やはり（貴乃花）親方を残したい、応援したいという人は半分以上いると思うんですよ」「もう１回、もし協会が『話し合おう』という時には是非、話を聞いてもらいたい。30年来の付き合いとして、これは質問というよりはお願いです」と記者として異例の説得をしているが、翻意することは無かった。東京相撲記者クラブ会友の龍川裕は、父親の11代二子山に最後に会った時に「光司を頼む」と言われていたと明かし「かたくなできまじめ、不器用な生き方しかできない息子さんを最後まで守ってやれなかったことが口惜しい。先代、ごめん！！」と痛恨の思いを記事に綴っている。

### 改革派のイメージ
22回の優勝実績を誇る貴乃花は、協会内では絶対的な尊敬と支持を集めていた。朝青龍・白鵬の土俵上の振る舞いが懸念されており、貴乃花を支持する親方衆が貴乃花に求めたのは「土俵改革」であった。また、2010年に二所ノ関一門を割って理事選に出馬し当選した「貴の乱」以来、貴乃花はマスコミに改革派として報道されている。
しかし、貴乃花本人は理事当選以来「私が理事になることで何か改革をしようとしていると受け止められています。でもそれは、ちょっとニュアンスが違うんですよ。改革ではなくて、相撲を通じて古来脈々と受け継がれてきた日本文化の美学を後世に伝えていきたいんです」と発言している。自らを「毘沙門天の生まれ変わり」と称し、その精神論は極右思想にも通じる極端さもあった。かつての後援者であった高野山真言宗僧侶の法主の池口恵観に送ったメールでは「国家安泰を目指す角界でなくてはならず “角道の精華” 陛下のお言葉をこの胸に国体を担う団体として組織の役割を明確にして参ります」としている。
「伝統」を尊び、角界の緩んだ部分を元に戻そうとの考えであり、むしろ保守派の筆頭であったことが指摘されている。ただ、それを訴えるやり方がマスコミを通じてのものであったことで不信を招いたという見方も存在する。また後の部屋の暴力問題では、弟子が貴乃花の影響を受けて右傾化していたことも指摘されている。
時津風部屋力士暴行死事件以降、角界に不祥事が相次いだため、協会がガバナンスを強化し部屋の管理を強める動きとなった。そのため、2014年から協会と親方は人材育成業務委託契約を結ぶようになった。しかし貴乃花は「師弟関係を何より重んじるのが相撲部屋」という角界のしきたりに従い、「協会と力士」との直接の契約関係を拒み続け、2017年1月まで誓約書を提出していなかった。
貴乃花は理事会でほとんど発言することはなかった。2016年理事長選に出馬したが当選できず、その後は意見を求められても一切口を開かなかったという。後援会やタニマチをやめてサポーター制とすることや、力士の年俸制といった改革案を示したとされているが、理事を務めた8年の間に具体化のためのプランを示すことは無かった。貴乃花部屋は11代二子山の後援者がいる部屋後援会を解散してサポーター制度を導入したが、各地の有力者である大口の後援者が離れたことは新弟子の減少に直結し、小口のスポンサーだけでは部屋の運営資金を賄うことができなかった。そのため貴乃花は一門の収入をシェアするシステムを提案したが、反対を受け実現しなかった。2015年には貴乃花一門後援会が発足したが「実際は貴乃花部屋の後援会ではないか」という批判の声もあったという。
大阪場所の宿舎の提供や車の手配・食事の提供などを継続してきた辻本公俊は、協会からの助成金のみでは部屋運営は厳しかったことを明かし、講演活動で頻繁に部屋をあけていたおかみの行動について「景子さんにしたら『自分が働くことで、少しでも運営資金の余裕ができたら』という気持ちがあったはず。そのおかげで、親方も堂々と協会と勝負してこられたんです」と話している。
以上のようなことから、相撲協会の非や改革への熱意を述べても伝わらず、協会内に支持を伸ばすことが出来なかった。
2017年に日馬富士が起こした暴行事件についての対応では改革派・内部告発者として社会的評価をされたものの、2018年3月に支度部屋での貴公俊の付け人暴行を「同部屋力士のこととして」処理し貴公俊を庇ったことで、結局は改革派キャラクターのイメージ棄損を招いてしまった。

### 貴乃花部屋の師匠としての手腕
貴乃花部屋の源流は、2横綱2大関を輩出した花籠部屋である。後に実父が東京中野で藤島部屋を起こし、1993年に二子山部屋と合併する形で新生・二子山部屋が誕生する。最盛期は、貴乃花、若乃花の両横綱、大関貴ノ浪、関脇安芸乃島、貴闘力ら11人の関取を抱え、部屋の力士は50人を超えた。
2004年に誕生した貴乃花部屋は、中卒の新弟子にこだわり、海外出身者や大卒者に声をかけることはなかった。そのため同年3月に2人が入門した後、しばらく新弟子勧誘が思うようにいかなかった。藤島部屋出身の五剣山が2006年に引退すると関取経験者が不在となる。
貴乃花部屋の育成の特徴として、部屋の女将である花田景子が部屋に住み込むことをせず、部屋通いに徹した点がある。貴乃花も最初の１年は部屋に住まず、自宅から通っていた。また、貴乃花部屋は11代二子山からのタニマチのいる部屋後援会を解散する。全国各地の有力者である大口の後援者を失ったことが新弟子の獲得難に直結した。
2008年に所属力士は7人にまで減ったが、同年春に4年ぶりの新弟子1人を獲得。同年11月場所でデビューしたモンゴル出身の貴ノ岩が2012年で十両に昇進したことで、貴乃花部屋初の関取誕生となった。その後、貴景勝ら関取は3人となるが、2018年9月場所で部屋は消滅する。その時点で、所属力士は計8人と平成の大横綱の部屋にしては寂しい幕切れとなった。千賀ノ浦部屋に移籍後、貴景勝は大関となったが、一方、貴ノ岩と貴ノ富士は暴行事件を起こしたため引退、貴源治は大麻使用が発覚して懲戒解雇された。貴乃花部屋出身力士たちの風紀の乱れが顕在化した。詳細は不明だが部屋の行司の木村泰貴も不祥事で角界を去っており、その実父の床貴が引責により一等床山か五等床山に降格している（後に一等床山に復帰）。
元弟子の貴斗志の強制引退の裁判の記録には貴乃花親方が付け人に暴力をふるったと書かれている。また貴公俊の2度の暴行問題においては、力士が年上の付け人に平気で手を上げていたことも報じられており、部屋の力士達の暴力癖は部屋の体質ではないかという声もある。
NHK大相撲解説者の北の富士勝昭は「親方としての15年余は突出した手腕を発揮した訳ではなく、あれほどのネームバリューがあるのだから、弟子集めはもっと何とかなったような気がしてならない」と評している。同じくNHK大相撲解説者の舞の海秀平は2018年10月19日放送分の『高田文夫のラジオビバリー昼ズ』で「弟子を最後まで育ててほしかった。自分の感情を優先させずに弟子のことももう少し考えてほしかった」と協会と折り合いを付けられず退職したことによる弟子育成放棄を指摘している。

## 相撲協会退職後

### ファンとの交流・芸能活動
2018年8月に株式会社クインテットが運営するSNSのプラットフォームPandoに「貴乃花応援会」（代表発起人：川淵三郎、藤真利子、河内家菊水丸）というサイトが開設されており、相撲協会退職後もそのサイトのブログを通じて発信しファンとの交流を行っている。貴乃花部屋の九州場所の宿舎を置いていた田川市の「たがわ魅力向上大使」も務めており、これからも交流を続けていく意思を示している。11月3日には「第13回TAGAWAコールマイン・フェスティバル～炭坑節まつり～」に参加しちびっこ相撲を観戦、出店でわたがしを配ったり餅まきをするなどして田川市民との交流を深めた。
2019年2月18日に、Megu Entertainmentとマネジメント業務提携を結んでいたことが報道された。テレビやイベント・広告出演などのスケジュール管理を行っていくという。3月2日に東京都港区の六本木ヒルズで開催された四股を教える相撲イベント「しこあそび」（ONE ROOF ALLIANCE主催）では土俵の上で約420人の保育園児たちとの交流を行い、国内および海外での普及活動に意欲を示した。3月20日には、第三の人生として「絵本作家として活動する」ことを明らかにした。
6月20日に、ふるさと納税サイト「ふるなび」のイメージキャラクターとして東京・赤坂のベクトルスタジオで行われた新CM発表会見に出席した。貴乃花の「積極的に地方創生に取り組んでいきたい」意向と、ふるなびを運営するアイモバイルの事業理念である「生まれ育ったふるさとや、自分の意思で応援したい自治体に寄付することで地域活性化を支援」が合致してCM出演となったという。
2021年1月、2019年3月に制作した絵本の出版がとん挫したことが報じられた。日本テレビ系特番『ザ・発言X～勝負の1日』で紹介された「光のテーブル とっても大切なカエルのおはなし」は日本テレビのサイトでも公開され、出版社と交渉に入った。しかし、貴乃花、挿絵を描いた鉄拳、アドバイザーをつけて企画した日本テレビがそれぞれ求めた印税が合計20%にも膨れ上がり、出版社が手を引いてしまったという。
2022年8月17日配信のHITOSHI MATSUMOTO presents ドキュメンタルシーズン11（Amazonプライム・ビデオ）に出演、優勝賞金1000万円を獲得した。この賞金は貴乃花の申し出により、2022年ロシアのウクライナ侵攻で苦しむ人々や、やむなく戦地に置き去りにされた動物への支援として、日本ユニセフ協会とアニマル・ドネーションの2団体に全額寄付されたことが同年10月31日に分かった。

### 一般社団法人設立と政界進出（国政選挙出馬）への噂
2018年10月1日付で相撲協会を退職した後、同月4日に議員会館を訪れ、自民党の衆議院議員・馳浩と会談した。マスコミの取材では馳議員は貴乃花に2019年参議院議員選挙出馬の打診をしたというが、本人は「今日は本当に先生に引退の報告で来させていただきましたので。次に何の仕事をするかとか、まだ余裕がなくて」と取材陣をかわした。
2019年5月10日、所属事務所のホームページで「『相撲道』に由来する伝統文化の経験を通じた青少年の育成・相撲の普及活動」などを目的とした一般社団法人貴乃花道場の設立を申請したことを発表した。支援者たちが発足させた「貴乃花御縁会」は発起人に元2020年東京五輪・パラリンピック担当大臣の遠藤利明、衆議院議員・小渕優子、浜田靖一元防衛大臣、ほか元観光庁長官・元海上保安庁長官や元国土交通省事務次官など錚々たる人物が名を連ねた。その一人である山下泰裕・全日本柔道連盟会長が取材に応じ、「いち人間として。過去の名声だけにとらわれない、そういう人柄にひかれたからです」と発起人になった理由を述べている。同月19日に行われた新たな門出を祝うパーティーには520人が出席し、パーティー終了後に貴乃花は社団法人理事長の松浦晃一郎、監事の神山敏夫とともに記者会見を行った。この会見で一部マスコミが憶測報道を流していた政界進出（同年7月21日投開票の参議院選挙出馬）について改めて否定し、「世界各地へ足を運んで、日本の伝統文化を伝えていきたい」と話した。同年7月27日にニューヨークを訪問し、講演を行った。以降、国内外で講演活動を行っている。
その後も、2021年10月19日公示・31日投開票の第49回衆議院選挙への立候補などの噂があったが、出馬しなかった。
2021年4月19日に日本相撲協会の第三者機関「大相撲の継承発展を考える有識者会議」が、一代年寄について相撲協会の定款に記述された制度ではなく存在意義を見出せる根拠が無いとする提言をまとめた。一代年寄であった貴乃花にマスコミが見解を問い合わせたところ、事務所を通して「相撲協会でお決めになられたことですし、私は何かを発する立場にありませんし、何も言うことはございません」と回答している。

### 大学教授就任
2020年3月5日に、同年4月から神奈川歯科大学の特任教授に就任すると明かした。大学の広報によると、コロナ禍で遅れていたが貴乃花が現役時代から感じていた「噛み合わせの大切さ」と「大一番での心構え」「平常心の保ち方」というテーマで同年11月に講義が行われたという。

### 災害被災地への支援活動
2019年3月11日には福島県郡山市で行われた東日本大震災の復興イベント「福魂祭」に貴闘力と参加し、ちゃんこ鍋をふるまった。「継続は力なり。私もできる限り参加し続けたい」「子供との触れ合いが一番大切。復興（に向けて）の意味の深いところだと思う」とコメントしている。
同年10月5日、福島県双葉郡の住民らの交流イベント「ふたばワールド2019」がJヴィレッジで行われ、貴乃花は東京電力福島第１原発事故の避難民に地元野菜やつくねの入った塩ちゃんこを振る舞った。同月20日には警備業エム・エフ・ティが猪苗代町運動公園で開いている社内運動会に地元の子供たちを招いた「ちびっ子大運動会」のゲストとして子供達と触れ合った。翌21日にも台風19号の被害を受けて断水しているいわき市を慰問し、市民たちを力づけた。
同年12月25日はサンタクロースに扮して台風19号の避難所となったいわき市の内郷コミュニティセンターなどを慰問し、市民にプレゼントをしながら交流を行った。

### 元弟子たちとの関わり
2018年11月場所では、貴景勝が13勝2敗で小結での初優勝を果たした。貴乃花は旧貴乃花部屋の宿舎があった田川市で支援者とともに見届け、本人からも電話で優勝の報告を受けた。小学校4年のときに初めて指導した愛弟子に対し、スポーツニッポンに「しばし実父への感謝の気持ちに浸れ。そして、新しい鍛錬を土の上でいますぐに始めよ！」とさらなる精進を期待する特別寄稿をしている。
同年12月に発覚した貴ノ岩の付け人への暴行問題に関しては「言語道断」と切り捨て、「10年は会わない」と宣言した。実際、引退会見当日に貴ノ岩から自身の携帯電話に着信があったがそれを無視しており、貴ノ岩の断髪式にも出席しなかった。
2019年3月27日、貴景勝が大関に昇進。事務所関係者を通じ「よくやった。でも、これからが相撲道の始まりである。健闘を祈る」とコメントを出している。同年5月の一般社団法人設立会見で、5月場所を途中休場し8日目から再出場をしている貴景勝に質問が及ぶと、相撲協会退職後という自らの立場から「直接は教えることができないんですけれども、生き様（ざま）というか、生きようを今場所残りの相撲でどれだけ教えてくれるかという期待感と、まだ上がありますので、目指してほしい」と答えている。
2021年7月、貴乃花部屋付きの年寄であった20代音羽山（光法）が新型コロナウイルス感染症で死亡し、弟子の貴源治が相撲協会の薬物禁止規定により解雇されたが、公式コメントは発表されていない。
2024年9月場所中の一部報道によると、既に相撲中継すら殆ど観戦していない状況とのこと。

### 現役時代のライバルとの関わり
曙が死去した際は何度失敗してもくじけない姿勢を四字熟語に込め「百折不撓（ひゃくせつふとう）の人生観だったと思いますが、これからは身を楽にして安らかに」と祈った。一方、喧嘩別れの形で退職した協会から大勢の参列者が訪れたためか、通夜と葬儀には参列しなかった。

## プライベート
初代若乃花を伯父に、初代貴ノ花を父に持ち、兄弟揃って角界入りして以来の活躍ぶりは相撲ファンばかりでなく日本中の注目を集めた。
ブーム当時、花田家は「角界のロイヤルファミリー」とも言われ、幅広い年齢層からの人気を得ていたことから、マスコミからは「数字が取れる存在」として扱われ続けている。なかでも、横綱・一代年寄までになった貴乃花に関係する話題の扱いはとりわけ大きいものである。
- 1992年11月場所直前、宮沢りえと結婚を約束していることが判明し、11月場所終了後に正式に婚約を発表した。当時国民的な人気を誇っていた2人の若者同士（当時、貴乃花は20歳、宮沢は19歳であった）の交際が大きな話題となったが、大関昇進が決まった直後の1993年1月27日、約40分間話し合った末に婚約解消を決め、2人が別々に記者会見を開き発表した[262]。婚約解消の理由について宮沢は「お互いの気持ちが通わなくなってしまった。話し合う時間がほしかった」[262]と話し、貴ノ花に対しては「強い横綱になってください」[262]とした。一方貴ノ花は「りえさんに対して、僕の愛情がなくなったから」「いろいろ考えたが、自分の仕事が充実できないのではと感じた」[262]と話し、二人の溝が埋まらなかったことを強調した。
  - 2014年、美川憲一が宮沢りえの母の依頼を受け宮沢を説得した結果の婚約解消であると明らかにした[263]。
  - 2019年10月に出版した自叙伝『貴乃花 我が相撲道』で貴乃花は当時を述懐した。宮沢とは「家の柱になるべく生まれて、その役目を10代の頃から負った者同士の理解と共感」があったことを明かし、「もし（宮沢が芸能界を引退して）職を捨てることになれば、その生き方ができなくなるわけです」と事情を述べている[264]。
  - 2020年5月、木俣正剛（『週刊文春』元編集長）が週刊文春がこの2人の婚約破談の記事を掲載した経緯をコラムで述懐した。1992年の年の暮れに出る合併号に掲載するネタが無かったことから貴花田後援会の幹部に取材し、2人の家族がうまくいかないだろうことを示唆されたという。結果、双方を好きなまま2人が別れることとなったことを、木俣は「我々も含めて大人の世界に潰されたのでした」と綴っている[265]。
- 1998年、秋場所直前に、父の11代二子山が兄を拒絶するようになった貴乃花について「貴乃花は懇意にしている整体師から洗脳されている」と発言したとする「貴乃花洗脳騒動」が起きた。11代二子山夫婦・兄の若乃花と貴乃花の関係が悪化した原因として指摘されている整体師は何も語っておらず、真相は不明である。
  - この騒動の発端として、2017年12月5日のフジテレビ『バイキング』に出演した母親の藤田紀子はフジテレビの責任を指摘している。藤田の説明によると、当時、11代二子山は貴乃花との関係がうまくいっていないことに悩んでおり、整体師を信頼していたが治療のときに相撲の指導まではじめるため「先生、困ったね。相撲の指導はあなたでいいのにね」と話していた事実はあったという。その頃に11代二子山はフジテレビ単独インタビューに応じ、インタビュアーに「（貴乃花は整体師に）洗脳されてますね？」と質問され「そうです」と肯定、それが騒ぎに発展してしまったという。同時期に芸能人の洗脳騒動があり、その影響も示唆している[266][267]。
  - この整体師の関連では、兄の花田虎上が著書で「（1997年以降の不振について）騒動で話題になった整体師に過食を勧められたから」であると述べているが、貴乃花自身は2005年（平成17年）に「大変お世話になった人。洗脳騒動は母と兄によって捏造されたものだ」と反論している[268]。
- 2005年5月30日に父の11代二子山が死去すると、再び兄との対立が表面化。
  - 6月2日、父の告別式の喪主を務める。遺骨・位牌も渡さないなど、兄との絶縁を改めて宣言した[269]。また連日、各局のワイドショーに出演し兄を「勝氏」と呼び、年寄名跡・二子山株の証書が手元に無いとして「長男という立場で、どう主張してくるのか」などと兄を牽制する発言を行った[270]。
  - 7月7日、同月4日に東京家裁で兄が遺産相続放棄をしたと代理人が発表、父の遺産は次男である本人が受け継ぐことになった。兄の代理人によると、兄は現役引退の際に父親との話し合いで相続放棄を決めており、35日の法要を終えるまで公表しない約束であったという[271][272]。
  - また母の藤田紀子は11代二子山の死の直前に兄弟の不仲を電話でたしなめており、以降、絶縁となっているという[273][274]。
- 2018年11月26日、1995年に結婚以来、23年間連れ添った河野景子と離婚していたことが報道された[275][276]。10月25日に離婚届を提出し[277]、アメリカ留学中の未成年の娘2人の親権は貴乃花が得ている[278][279]。
  - 貴乃花は、同年8月の夏巡業秋田場所の職務中に倒れ救急搬送された[280]際に、元夫人が病院に来なかったことが"お互いの答え"であると離婚を決意したとしている[281]。また、貴乃花部屋が移転した2016年に元夫人が個人事務所を設立して環境がさまざまに変化したことに加え、翌2017年に発生した貴ノ岩の暴行事件に穏便な対応を望まれたことなどですれ違い、相撲協会退職を相談せずに一存で決めてしまったことでさらに亀裂が深まったことが報じられている[278][282]。
  - 長男の芸能活動を巡っても意見は対立していた。貴乃花は長男には靴職人一筋で精進し一人前になることを望んでいたが、元夫人は成功するには名声もあったほうがいいと考え、芸能活動を勧めていたという[201]。
  - 離婚に伴い、元夫人が代表を務めていた株式会社フィールドパレスの名称が株式会社フィオーレ・ピアンタッジネに変更[283]となり、自らが代表となったことを12月26日発売の『週刊文春』（2019年1月3日・10日 新春特別号）でのインタビューで明かした。2019年5月末に貴乃花は法人の登記を江東区から新宿区に移している[284]。2020年11月には株式会社六十五と社名変更が行われた[285]。
- 2019年7月には、かつて貴乃花部屋施設として使われていた江東区の建物から移転していたことが報じられた[284][286]。その後の報道によると、9月末に退去する際に原状回復のため土俵も取り払われた[287]。同月にインド訪問をした際にインド仏教復興運動に取り組む僧侶の佐々井秀嶺と会い、「今までのことは全部捨てろ」と助言されたことで決意したという[288]。同年秋に元夫人が出て行った都内の自宅が空き家となり[289]、2021年夏に売却された[290]。
- 2021年1月22日にテレビCM出演に先立って行われたオンライン会見上で、長男について話が及ぶと「完全に勘当していますので」と答えた[291]。長男が2017年11月まで所属していた事務所との金銭トラブル、また同年6月に結婚した19代陣幕の娘との離婚の原因となった不倫問題などを貴乃花は収拾してきたにも関わらず、週刊誌を使って攻撃されたこと[292]で完全に絶縁する意向であると報じられている[293][294]。
- 2023年9月、10代の十両時代に交際していた1歳年上の一般女性と8月下旬に再婚していたことが明らかになった。相手は元ヴェルディ川崎の選手と結婚し子供4人をもうけたが、2018年に死別していた[295]。所属事務所は貴乃花の再婚について「本人からのコメントや会見の予定もありません」とした[296]。

## 略歴
- 1972年 8月12日、東京都杉並区で大関（当時関脇）貴ノ花の花田満、元女優の藤田憲子（2001年離婚）の次男として誕生。
誕生時の体重は4,300グラム。
- 1979年 杉並区立松ノ木小学校に入学。
- 1982年 東京都中野区の藤島部屋土俵開き。光司も一家とともに、部屋のある中野区に本籍を移転（現在の本籍も中野区にある）。
  - 6月、わんぱく相撲東京場所に出場、4年生の部で優勝。
- 1985年 明治大学付属中野中学校に進学。同校の相撲部に入部し、中学3年間で40勝1敗の成績を残す。
- 1988年 兄勝とともに、藤島部屋に入門。
  - 3月場所、兄と同日に初土俵。四股名は貴花田光司（たかはなだ・こうじ）。ほかに同期の力士は曙太郎、魁皇博之などがおり「花の六三組」と呼ばれた。
- 1989年 11月場所に十両昇進。
- 1990年 5月場所に幕内昇進。
- 1991年 5月場所初日に初対戦の横綱千代の富士を寄り切り下して、金星を獲得。この場所中に千代の富士は現役引退。
- 1992年 1月場所で14勝1敗で初優勝。この場所は三賞を全て受賞した。
  - 11月場所直前、宮沢りえとの婚約を発表。しかし翌年1月に婚約解消となった[6]。
  - 12月、冬巡業中の長崎県五島市で背中を叩いた高校生に平手打ちをした[269]。境川理事長はこの行為について「これも愛情の表現」と不問に付す一方、被害者を探し出して謝罪している[297]。
- 1993年
  - 1月場所後に大関昇進。四股名を貴ノ花と改名。増位山太志郎に次ぐ親子大関となる。
  - 5月場所を14勝1敗で優勝。これは宮沢との破局がなければ、「挙式直前場所」になっていたはずの場所である。
  - 7月場所では13勝2敗で曙、若乃花と優勝同点だったが優勝決定戦で曙に負け、横綱昇進を見送られる。
  - 9月場所では曙に優勝を許し、最年少での横綱昇進を逃す。しかしながら、曙の全勝優勝を千秋楽で阻止した一番は名勝負として語り継がれる。
  - 11月場所でも成績次第では横綱昇進と噂されていたが7勝8敗と負け越してしまい、翌年1月場所を史上最年少のカド番大関として臨むこととなる。
- 1994年 カド番大関の1月場所で14勝1敗と優勝で復活。以降、大関ながら、5月場所、9月場所と1場所おきに優勝を果たして行く。
  - 特に9月場所は初の全勝優勝を達成。それに加え、年6場所中、既に3場所制覇という快挙を受け、横審で横綱昇進が議論されたが、7月場所の成績が11勝4敗と芳しくなかったため見送られる。
  - 四股名を貴ノ花から貴乃花と改名して臨んだ11月場所千秋楽で、横綱曙を下し、2場所連続全勝優勝。横綱昇進を確実とした[6]（この貴乃花 - 曙戦は平成の名勝負とされている）。
- 1995年
  - 1月場所に新横綱として登場。初日にいきなり敗れて連勝は30で止まるが最終的に13勝2敗で優勝。3場所連続となった。
  - 同年5月、河野景子 と結婚。婚約時すでに河野は妊娠6か月であり、9月に長男花田優一が誕生。
- 1996年
  - 9月場所は自身初の4連覇を15戦全勝優勝で飾ったが、同場所が自身最後の全勝優勝となった。1994年から1996年の3年間近くが、貴乃花の全盛期と言われている。
  - 11月場所は初土俵以来初めての全休。この辺りから怪我・病気が相次ぎ、休場する場所が多くなった。
- 1997年 11月場所で通算5回目・4年連続の年間最多勝を獲得するも、同年が最後の年間最多勝となった。
- 1998年
  - 7月場所、5場所ぶり19回目の優勝。千秋楽に曙に敗れ14勝1敗、11場所ぶりの全勝はならず。尚優勝インタビュー時に貴乃花自ら「引退も考えていた」とコメント。
  - 9月場所、2場所連続20回目の優勝。このころ、整体師による洗脳騒動などで父の11代二子山、兄の三代目若乃花らと不和[6]。特に兄とは絶縁まで宣言した。
- 1999年 9月に兄と一旦和解。
- 2001年
  - 1月場所は14勝1敗で14場所ぶり21度目の復活優勝を遂げた。
  - 5月場所は13日目まで全勝だったが、14日目の武双山戦で巻き落としに敗れ右膝の半月板を損傷。出場が危ぶまれた千秋楽に強行出場。本割りでは武蔵丸に突き落としで不甲斐なく負け、優勝決定戦。優勝決定戦では横綱武蔵丸を上手投げで豪快に下し、通算22回目の優勝を果たす。観戦に訪れていた首相の小泉純一郎は、表彰式で内閣総理大臣杯を直接手渡し、「痛みに耐えてよく頑張った!感動した!おめでとう!」と祝福。しかしながら、右膝の故障は見た目以上に重症で、この後7場所連続全休で治療に努めたものの十分に回復せず、結果的にこの優勝が貴乃花最後の優勝となった。
- 2002年 9月場所は8場所ぶりに出場。進退をかけて臨んだこの場所で、6日目からの9連勝を含む12勝3敗を挙げ、最後まで横綱武蔵丸と優勝争いを繰り広げたが、千秋楽相星決戦を寄り切りで敗れ優勝を逃す。
- 2003年
  - 1月場所8日目限りで現役を引退。8日目の対戦相手は安美錦。日本相撲協会は、相撲界の隆盛に格別の功績があったとして、一代年寄・貴乃花を贈呈し、功労金1億3000万円を支給した。
  - 3月、年寄名跡・山響株を取得（名乗りは一代年寄・貴乃花のまま。同時に兄の勝が退職したときに譲られていた藤島株は兄弟子の安芸乃島へ売却）。同年6月1日に断髪式を行う。
- 2004年
  - 4月22日に貴乃花と19代音羽山（貴ノ浪）は年寄名跡・二子山株と音羽山株の名跡証書を紛失したとして、相撲協会に届け出た。北の湖理事長が事情聴取のうえ注意、証書は再発行された[269][270]。
  - 6月1日に正式に二子山部屋を継承。名前も貴乃花部屋に変更され、同日、1500人を招待して創設パーティーが行われた。
  - その後、元横綱の肉体があばら骨が浮き出るほどの激やせダイエットぶりが注目された。胃袋が一般人より大きくなり、食事量を減らすのは至難のわざと言われる引退後の相撲取りの中では極めて異例なやせ方であった。
  - 部屋付き親方をしていた16代千田川（安芸乃島）との確執から、移籍を認める書類に捺印を拒み、部屋へ出勤停止とした。このことで話し合いの機会を失った16代千田川は9月場所11日目（9月22日）審判部部室で貴乃花に書類への捺印を求めて口論となり、北の湖理事長が苦言を呈する騒ぎとなった[298][299]。このため、特例で父の11代二子山が保証人として書類に捺印することで、16代千田川は高田川部屋への移籍が認められた[269]。北の湖理事長は「2人の師匠は二子山。（貴乃花の印がなくても）重きを置く」と説明し、貴乃花は「二子山親方が押したことは聞いたが、地球がひっくり返っても判は押さない。今後、彼がどうなっても私は関知しない」と話している[300]。
- 2005年
  - 5月30日、父が口腔底癌のため死去。
  - 7月18日、民放のテレビ番組などで日本相撲協会の運営を批判するかのような発言をしたとして協会から厳重注意を受ける。
- 2006年
  - 5月25日 両国国技館で行われた師匠会に出席。
  - 5月28日 11代二子山の一周忌法要が東京都杉並区の天桂寺で行われるため列席し、営まれた後、墓前で日本相撲協会錬成歌を若手力士らと共に歌った。
  - 5月30日 命日の30日に旧二子山部屋に縁のある元力士らを集めて千代田区のホテルで、しのぶ会を開く。
  - 12月26日 年寄名跡・二子山株の名義書き換えが認められ、正式所有する（山響株は一門外の元幕内巌雄の22代小野川へ売却。その後、二子山株も一門外の元大関雅山に売却）。
- 2008年2月4日 日本相撲協会の役員待遇委員・審判部副部長に就任。
  - 5月31日、母親の藤田紀子が相撲協会と訴訟で争っている講談社側の証人として出廷する意向であることが判明したため、母親の証言が協会への名誉棄損・不利益となった場合は役員待遇委員・審判部副部長を辞任することを発表した[301]。藤田は6月に出演したラジオ番組中で出廷しないとしたうえで、息子に迷惑をかけたことを謝罪[302]。10月16日の口頭弁論で記事を書いた武田頼政は記事の情報源は藤田であり、さらに1992年初場所の初優勝も11代二子山が裏から手を回していたと藤田が話していたと述べた。貴乃花は武田の発言に激怒し、藤田について「もし本当ならとんでもない人です」と語っている[303]。
- 2009年2月2日 日本相撲協会の役員待遇委員・巡業部副部長・警備本部副部長に異動。
- 2010年
  - 1月6日 スポーツニッポン評論家（大相撲担当）[1][304]に就任（2017年5月場所より、14代玉ノ井に引き継がれている[305][306][307]）。
  - 2月1日 日本相撲協会理事に当選。
  - 2月4日 日本相撲協会理事・相撲教習所長・監察委員長・相撲博物館運営委員に就任。
  - 8月20日 日本相撲協会理事・審判部長・ドーピング委員長・新弟子検査担当に職務変更。
- 2012年2月1日 日本相撲協会理事・地方場所部長（大阪）に職務変更。
- 2014年4月3日 日本相撲協会理事・総合企画部長、指導普及部長、生活指導部長、監察委員長、危機管理部長、相撲博物館運営委員（協会本部）に職務変更。
- 2016年3月29日 日本相撲協会理事・巡業部長に職務変更。
- 2018年
  - 1月4日 日本相撲協会理事を解任され、日本相撲協会の役員待遇委員・指導普及部副部長となる。
  - 2月2日 日本相撲協会の理事候補選挙に立候補するものの2票で落選。
  - 3月28日 日本相撲協会の新職務分掌で審判部に配属、理事候補選挙落選の慣例により委員に降格。
  - 3月29日 日本相撲協会理事会にて春場所中の無断欠勤及び弟子の貴公俊の暴行事件の引責で平年寄に降格。
  - 6月20日 貴乃花一門を離脱、無所属になる。
  - 9月25日 貴乃花が自ら会見を開き、日本相撲協会退職を表明。
  - 10月1日 相撲協会臨時理事会で退職が決まる。
  - 10月25日 河野景子と離婚。
- 2019年
  - 5月 国内外での相撲の普及活動・青少年の育成を目的とする一般社団法人貴乃花道場設立を発表。
  - 6月 ふるさと納税ポータルサイト「ふるなび」のイメージキャラクターに就任。
- 2020年
  - 4月より、神奈川歯科大学で特任教授に就任[308]。

## 主な成績

### 通算成績
- 通算成績：794勝262敗201休 勝率.752
- 幕内成績：701勝217敗201休 勝率.764
- 横綱成績：429勝99敗201休 勝率.813
- 大関成績：137勝28敗 勝率.830
- 年間最多勝：5回
  - 1992年（60勝30敗）、1994年（80勝10敗）、1995年（80勝10敗）、1996年（70勝5敗15休）、1997年（78勝12敗）
- 連続6場所勝利：83勝（1994年9月場所～1995年7月場所、1994年11月場所～1995年9月場所）
- 連続勝ち越し：17場所（1994年1月場所～1996年9月場所）
- 連続2桁勝利：17場所（歴代6位、1994年1月場所～1996年9月場所）
- 連続12勝以上勝利：13場所（歴代3位、1994年9月場所～1996年9月場所）
- 連続勝利：30連勝（1994年9月場所初日から1994年11月場所千秋楽）

### 各段在位場所数
- 現役在位：90場所
- 幕内在位：75場所
  - 横綱在位：49場所（歴代5位）
  - 大関在位：11場所
  - 三役在位：7場所（関脇4場所、小結3場所）
  - 平幕在位：8場所
- 十両在位：5場所
- 幕下在位：3場所
- 三段目在位：3場所
- 序二段在位：2場所
- 序ノ口在位：1場所
- 番付外：1場所

### 各段優勝
- 幕内最高優勝：22回（歴代6位）
  - 1992年（2回）1月場所、9月場所
  - 1993年（1回）5月場所
  - 1994年（4回）1月場所、5月場所、9月場所、11月場所
  - 1995年（4回）1月場所、5月場所、7月場所、9月場所
  - 1996年（4回）3月場所、5月場所、7月場所、9月場所
  - 1997年（3回）3月場所、7月場所、9月場所
  - 1998年（2回）7月場所、9月場所
  - 2001年（2回）1月場所、5月場所
  - 場所別優勝回数（東京場所：15回、地方場所：7回）
    - 1月場所（東京）：4回
    - 3月場所（大阪）：2回
    - 5月場所（東京）：5回
    - 7月場所（名古屋）：4回
    - 9月場所（東京）：6回（5連覇（1994年～1998年）、3年連続全勝（1994年～1996年）、48連勝（1993年9月場所千秋楽～1997年9月場所2日目）は歴代1位）
    - 11月場所（九州）：1回

  - 全勝優勝：4回（歴代6位、1994年9月場所、1994年11月場所、1995年9月場所、1996年9月場所）
  - 連続優勝：4場所連続（1996年3月場所から1996年9月場所）
  - 優勝決定戦を経ての優勝5回（出場10回は歴代1位）
  - 大関以下での優勝7回（明治以降では歴代1位）
  - 相星決戦を制しての優勝4回（大鵬、北の湖、千代の富士と並び歴代1位タイ）
- 幕下優勝：2回（1989年5月場所、1989年9月場所）

### 三賞・金星
- 三賞：9回
  - 殊勲賞：4回（1991年5月場所、1991年7月場所、1992年1月場所、1992年9月場所）
  - 敢闘賞：2回（1991年3月場所、1992年1月場所）
  - 技能賞：3回（1991年3月場所、1991年7月場所、1992年1月場所）
- 金星：1個
  - 千代の富士1個

### 最年少記録
- 幕下優勝：16歳9か月（1989年5月場所）
- 十両昇進：17歳2か月（1989年11月場所）[19]
- 幕内昇進：17歳8か月（1990年5月場所）[19]
- 幕内勝ち越し：18歳3か月（1990年11月場所）
- 中日勝ち越し：18歳7か月（1991年3月場所）
- 横綱初挑戦：18歳7か月（1991年3月場所）
- 三賞：18歳7か月（1991年3月場所）[6]
- 金星：18歳9か月（1991年5月場所）[6]
- 小結昇進：18歳10か月（1991年7月場所）
- 関脇昇進：19歳0か月（1991年9月場所）
- 幕内優勝：19歳5か月（1992年1月場所）[6]
- 年間最多勝：20歳3か月（1992年11月場所）
- 千秋楽結びの一番：20歳5か月（1993年1月場所）
- 大関昇進：20歳5か月（1993年3月場所）
- 優勝決定戦：20歳11か月（1993年7月場所）
- 全勝優勝：22歳1か月（1994年9月場所）
- 連続全勝優勝：22歳3か月（1994年9月場所から1994年11月場所）

### 場所別成績
| | 一月場所 初場所（東京） | 三月場所 春場所（大阪） | 五月場所 夏場所（東京） | 七月場所 名古屋場所（愛知） | 九月場所 秋場所（東京） | 十一月場所 九州場所（福岡） |
| --- | ----------------------- | ----------------------- | ----------------------- | --------------------------- | ----------------------- | --------------------------- |
| 1988年 （昭和63年） | x                       | （前相撲）              | 東序ノ口11枚目 5–2      | 西序二段101枚目 6–1         | 西序二段31枚目 6–1      | 東三段目74枚目 5–2          |
| 1989年 （平成元年） | 東三段目41枚目 5–2      | 西三段目13枚目 5–2      | 東幕下48枚目 優勝 7–0   | 東幕下6枚目 3–4             | 西幕下9枚目 優勝 7–0    | 西十両10枚目 8–7            |
| 1990年 （平成2年） | 西十両6枚目 9–6         | 西十両3枚目 9–6         | 東前頭14枚目 4–11       | 東十両5枚目 8–7             | 東十両2枚目 10–5        | 西前頭12枚目 8–7            |
| 1991年 （平成3年） | 西前頭9枚目 6–9         | 東前頭13枚目 12–3 敢技  | 西前頭筆頭 9–6 殊★      | 西小結 11–4 殊技            | 西関脇 7–8              | 東前頭筆頭 7–8              |
| 1992年 （平成4年） | 東前頭2枚目 14–1 殊技敢 | 西関脇 5–10             | 西前頭2枚目 9–6         | 東張出小結 8–7              | 西小結 14–1 殊          | 西関脇 10–5                 |
| 1993年 （平成5年） | 東関脇 11–4             | 東大関 11–4             | 東大関 14–1             | 東大関 13–2                 | 東大関 12–3             | 東大関 7–8                  |
| 1994年 （平成6年） | 西大関 14–1             | 東大関 11–4             | 西大関 14–1             | 東大関 11–4                 | 西大関2 15–0            | 東大関 15–0                 |
| 1995年 （平成7年） | 東横綱 13–2             | 東横綱 13–2             | 西横綱 14–1             | 東横綱 13–2                 | 東横綱 15–0             | 東横綱 12–3                 |
| 1996年 （平成8年） | 東横綱 14–1             | 東横綱 14–1             | 東横綱 14–1             | 東横綱 13–2                 | 東横綱 15–0             | 東横綱 休場 0–0–15          |
| 1997年 （平成9年） | 西横綱 13–2             | 東横綱 12–3             | 東横綱 13–2             | 東横綱 13–2                 | 東横綱 13–2             | 東横綱 14–1                 |
| 1998年 （平成10年） | 東横綱 8–5–2            | 西横綱 1–4–10           | 西横綱 10–5             | 西横綱 14–1                 | 東横綱 13–2             | 東横綱 12–3                 |
| 1999年 （平成11年） | 東横綱 8–7              | 西横綱 8–3–4            | 東横綱 休場 0–0–15      | 西横綱2 9–6                 | 東横綱2 0–3–12          | 西横綱2 11–4                |
| 2000年 （平成12年） | 西横綱 12–3             | 東横綱 11–4             | 西横綱 13–2             | 西横綱 5–3–7                | 東横綱2 休場 0–0–15     | 東横綱2 11–4                |
| 2001年 （平成13年） | 東横綱2 14–1            | 東横綱 12–3             | 東横綱 13–2             | 東横綱 休場 0–0–15          | 西横綱 休場 0–0–15      | 西横綱 休場 0–0–15          |
| 2002年 （平成14年） | 西横綱 休場 0–0–15      | 西横綱 休場 0–0–15      | 西横綱 休場 0–0–15      | 西横綱 休場 0–0–15          | 西横綱 12–3             | 西横綱 休場 0–0–15          |
| 2003年 （平成15年） | 西横綱 引退 4–4–1       | x                       | x                       | x                           | x                       | x                           |
| 各欄の数字は、「勝ち-負け-休場」を示す。 優勝 引退 休場 十両 幕下 三賞：敢=敢闘賞、殊=殊勲賞、技=技能賞 その他：★=金星 番付階級：幕内 - 十両 - 幕下 - 三段目 - 序二段 - 序ノ口 幕内序列：横綱 - 大関 - 関脇 - 小結 - 前頭（「#数字」は各位内の序列） |                         |                         |                         |                             |                         |                             |

## 合い口
- 元横綱・千代の富士には千代の富士が現役最後の場所に対戦して1勝。決まり手は寄り切り。
- 元横綱・北勝海には1勝1敗。1991年7月場所で勝利している。決まり手は送り出し。
- 元横綱・大乃国には大乃国が現役最後の場所に対戦して1敗。
- 元横綱・旭富士には1勝2敗。1991年7月場所で勝利している。決まり手は上手投げ。
- 元横綱・曙には21勝21敗。他に優勝決定戦で1勝2敗がある。大関同士の対戦はなし、横綱同士の対戦は13勝8敗。最後の勝利は2000年5月場所で、決まり手は寄り切り。
- 元横綱・武蔵丸には29勝19敗。他に優勝決定戦で4勝がある。大関同士の対戦は4勝1敗、横綱同士の対戦は1勝7敗。最後の本割の勝利は2000年3月場所で、決まり手は掬い投げ。
- 元横綱・朝青龍には朝青龍が横綱に昇進前に対戦して2勝。
- 元大関・小錦には15勝7敗。
- 元大関・霧島には9勝5敗。
- 元大関・千代大海には9勝6敗（不戦敗1を含む）。
- 元大関・出島には13勝4敗。
- 元大関・武双山には26勝11敗（不戦敗1を含む）。
- 元大関・雅山には11戦全勝。
- 元大関・魁皇には27勝12敗。他に優勝決定戦で1勝がある。
- 元大関・栃東には16勝5敗。

## 幕内対戦成績
| 力士名     | 勝数 | 負数 | 力士名   | 勝数 | 負数  | 力士名   | 勝数   | 負数 | 力士名   | 勝数 | 負数  |
| ---------- | ---- | ---- | -------- | ---- | ----- | -------- | ------ | ---- | -------- | ---- | ----- |
| 蒼樹山     | 9    | 2    | 曙       | 21*  | 21**  | 朝青龍   | 2      | 0    | 朝乃翔   | 6    | 0     |
| 朝乃若     | 9    | 0    | 旭富士   | 1    | 2     | 旭豊     | 10     | 2    | 安美錦   | 0    | 1     |
| 巨砲       | 0    | 1    | 大乃国   | 0    | 1     | 大若松   | 1      | 0    | 小城錦   | 12   | 2     |
| 小城ノ花   | 9(1) | 0    | 魁皇     | 27*  | 12    | 海鵬     | 1      | 0    | 春日富士 | 5    | 2     |
| 巌雄       | 5    | 0    | 北勝鬨   | 14   | 0     | 旭鷲山   | 11     | 0    | 旭天鵬   | 2    | 2(1)  |
| 旭道山     | 14   | 4    | 鬼雷砲   | 4    | 0     | 霧島     | 9      | 5    | 起利錦   | 3    | 3     |
| 久島海     | 8    | 7    | 剣晃     | 16   | 2     | 五城楼   | 1      | 0    | 琴稲妻   | 9    | 2     |
| 琴椿       | 3    | 1    | 琴錦     | 34   | 14(1) | 琴ノ若   | 34     | 5(1) | 琴富士   | 8(1) | 4     |
| 琴別府     | 8    | 1    | 琴光喜   | 4    | 0     | 琴龍     | 4      | 2    | 小錦     | 15   | 7     |
| 逆鉾       | 4    | 1    | 敷島     | 2    | 2     | 霜鳥     | 1      | 0    | 陣岳     | 3    | 1     |
| 大輝煌     | 1    | 0    | 大至     | 5    | 0     | 太寿山   | 2      | 0    | 大翔鳳   | 11   | 2     |
| 大翔山     | 4    | 4    | 大善     | 9    | 0     | 貴ノ浪   | 0      | 0**  | 孝乃富士 | 0    | 2     |
| 隆乃若     | 6    | 0    | 高見盛   | 1    | 0     | 隆三杉   | 8      | 0    | 立洸     | 1    | 0     |
| 玉春日     | 18   | 4(1) | 玉乃島   | 1    | 0     | 千代大海 | 9      | 6(1) | 千代天山 | 2    | 0     |
| 千代の富士 | 1    | 0    | 出島     | 13   | 4     | 寺尾     | 22     | 6    | 闘牙     | 8    | 0     |
| 時津海     | 1    | 0    | 土佐ノ海 | 21   | 7     | 栃東     | 16     | 5    | 栃栄     | 2    | 0     |
| 栃乃洋     | 12   | 2(1) | 栃乃花   | 2    | 0     | 栃乃和歌 | 22     | 9    | 智ノ花   | 7    | 1     |
| 花ノ国     | 0    | 1    | 濱ノ嶋   | 9    | 1     | 追風海   | 3      | 0    | 肥後ノ海 | 15   | 1     |
| 北勝海     | 1    | 1    | 舞の海   | 10   | 1     | 三杉里   | 5      | 7    | 水戸泉   | 13   | 5     |
| 湊富士     | 9    | 2    | 雅山     | 11   | 0     | 武蔵丸   | 29**** | 19   | 武双山   | 26   | 11(1) |
| 両国       | 3    | 0    | 若翔洋   | 2    | 0     | 若瀬川   | 2      | 1    | 若の里   | 9    | 0     |
| 若乃花     | 0    | 0*   | 和歌乃山 | 6(1) | 0     |          |        |      |          |      |       |

- 他に優勝決定戦（巴戦も含む）で、武蔵丸に4勝、魁皇に1勝、曙に1勝2敗。他に同部屋対決で、兄の若乃花に1敗、貴ノ浪に2敗がある。

## 家系図
```
┌○─○┬ 
武ノ里

│　　　└ 吉崎
│　　　　　　　　　　　 　　　┌ 若剛志
│　　　　　　　　┌ 
若乃花I
―┤
│　　　　　　　　│　　　　　 └(女)
│　　　　 (男)   ├ 若緑　　　 　‖(離婚)
│　　　　　 ‖ ─┤　　　　 　 
若乃花II

└○─○┬ (女)   ├─(女)
　　　　│　　 　 │　 ‖
　　　　│　　 　 │　 
大豪

　　　　│　　 　 │　　　　　 ┌ 
若乃花III

　　　　│　　 　 └ 
貴ノ花
――┤
　　　　└ (女)　 　　　　　   └ 
貴乃花

　　　　　　‖　　　　　　　　　　　‖(離婚) ――
花田優一

　　　　　峯ノ越　　　　　　　　　
河野景子
```

## 著作

### 書籍
『小さなバッタのおとこのこ』（世界文化社、2003年）
※イラストレーター・そやなおきとの共著による絵本、付属CDには貴乃花とその家族が総出演している
ISBN 978-4-418-03511-3
『貴流 心氣体』（扶桑社、2009年）
ISBN 978-4-594-05904-0
『シコアサイズ 貴流運動法』（幻冬舎、2010年）※考案・監修、DVDとのセット
ISBN 978-4-344-01882-2
『一生懸命 相撲が教えてくれたこと』（ポプラ社、2012年）
ISBN 978-4-591-13165-7
『生きざま 私と相撲、激闘四十年のすべて』（ポプラ社、2012年）
ISBN 978-4-591-13178-7
『貴乃花 我が相撲道』（文藝春秋、2019年）
※貴乃花述、石垣篤志著。週刊文春誌上の連載と半年間に及ぶ密着インタビューをまとめたもの
ISBN 978-4163911205

### DVD・VHS
- 『貴乃花自選集「氣」』（ポニーキャニオン、2003年）※出演・声の出演

## 出演

### テレビドラマ
- ノンレムの窓 2023 夏（2023年7月8日、日本テレビ） - マド谷 役[310]

### バラエティ番組
- HITOSHI MATSUMOTO presents ドキュメンタル（2022年、Amazonプライム・ビデオ）- シーズン11出演

### CM
- ペルノ・リカール・ジャパン「シーバスリーガル ミズナラ」（2015年）[311]
- はごろもフーズ「シーチキン食堂」「シーチキン塩ちゃんこ」篇（2015年）[312]
- サントリー
- アイモバイル「ふるなび」「書道 ふるなひ」篇・「書道 ふるなぴ」篇（2019年6月22日 - ）[313]

- サービス&セキュリティ株式会社「貴乃花鉄壁に堅守」篇 （2021年）[314][315]

### 広告
- はごろもフーズ「シーチキンのまぐろから搾ったDHA+EPA」（2017年 ※夫婦共演）[316]
- オリエンタルバイオ株式会社「ポータブル水素ガス吸引具KENCOS（ケンコス）」（2017年 - ）[317][318][319][320]